# Friedeburg
Friedeburg (plattdeutsch Freeborg) ist eine Gemeinde und ein staatlich anerkannter Erholungsort im Landkreis Wittmund in Niedersachsen. Die Gemeinde liegt am Ostrand des ostfriesisch-oldenburgischen Geestrückens, von dem Ausläufer in die nordöstlich gelegene Marsch vorstoßen. Mit rund 164 Quadratkilometern ist Friedeburg die nach Fläche drittgrößte Gemeinde Ostfrieslands. Dort leben 10.280 Menschen. Mit ihren 62 Einwohnern pro Quadratkilometer ist die Gemeinde sehr dünn besiedelt. Friedeburg hat Anteil an allen drei prägenden Landschaftsformen des ostfriesischen Festlands, nämlich Marsch, Geest und Moor.
Der Name der Gemeinde leitet sich von der gleichnamigen Burg ab, die 1359 errichtet und im 18. Jahrhundert geschleift wurde. Sie war bis zu ihrer Zerstörung die größte Festungsanlage Ostfrieslands. Bedeutung erlangte die heutige Gemeinde im Mittelalter zudem durch Klöster und die Lage am Friesischen Heerweg zwischen Oldenburg und der Küste. Das Stift Reepsholt gilt als das älteste Ostfrieslands und wurde 983 erstmals urkundlich erwähnt. Von den Klöstern sind ebenso wie von der Burg keine aufgehenden Mauern erhalten. In den Ortsteilen Reepsholt und Marx verfügt die Gemeinde über zwei bedeutende Kirchenbauten.
Nationale Bedeutung kommt der Gemeinde durch die unter dem Ortsteil Etzel befindlichen Kavernen zu, in denen ein wesentlicher Teil der deutschen Bundesrohölreserve lagert. Friedeburg ist eine Auspendlergemeinde, die von Landwirtschaft, Tourismus und mittelständischen Unternehmen geprägt ist. Sie grenzt an fünf Städte, viele Friedeburger arbeiten zudem im nahe gelegenen Wilhelmshaven.

## Geographie

### Lage und Ausdehnung
Friedeburg ist die südlichste Gemeinde des Landkreises Wittmund und zugleich die östlichste Ostfrieslands. Mit 164 Quadratkilometern Fläche ist sie nach Wittmund die zweitgrößte Kommune des Landkreises und drittgrößte Ostfrieslands nach Wittmund und Aurich. Dort leben 10.513 Einwohner, dies entspricht einer Einwohnerdichte von 64 pro Quadratkilometer. Damit ist Friedeburg selbst im innerostfriesischen Vergleich sehr dünn besiedelt, wobei Ostfriesland mit rund 148 Einwohnern pro Quadratkilometer bereits dünner besiedelt ist als Niedersachsen (166) und die Bundesrepublik Deutschland (229). Unter den ostfriesischen Gemeinden mit 10.000 und mehr Einwohnern hat Friedeburg die geringste Einwohnerdichte. Die größte Ausdehnung in ungefährer Nord-Süd-Richtung beträgt knapp 17 Kilometer zwischen dem Nordrand des Knyphauser Waldes und dem Südrand des Ortsteils Bentstreek. In Ost-West-Richtung dehnt sich Friedeburg auf rund 18,4 Kilometer aus, von der Grenze zu Aurich bei Wiesedermeer im Westen bis zum Hof Hohemey an der Grenze zur Gemeinde Sande im Osten.
Die nächstgelegene Großstadt ist Oldenburg, rund 43 Kilometer südsüdöstlich. Ebenfalls nahe gelegen ist die Stadt Wilhelmshaven, die als Zielort von Friedeburgs beruflichen Pendlern von Bedeutung ist. Die Stadtmitte von Wilhelmshaven liegt knapp 20 Kilometer vom Friedeburger Ortskern entfernt.

### Nachbargemeinden
Friedeburg grenzt an die ostfriesischen Landkreise Aurich und Leer und an den Landkreis Friesland im Oldenburgischen. Auf einem sehr kurzen Abschnitt im Nordosten des Gemeindegebietes grenzt Friedeburg an Jever, die Kreisstadt Frieslands. Im Uhrzeigersinn folgen im Landkreis Friesland die Stadt Schortens und die Gemeinden Sande und Zetel. Südlich des Gemeindegebietes liegt die Gemeinde Uplengen im Landkreis Leer. Im Westen grenzt Friedeburg an die Städte Wiesmoor (Südwesten) und den Auricher Stadtteil Brockzetel (Nordwesten) im Landkreis Aurich. Nördlich von Friedeburg liegt die Kreisstadt Wittmund. Die Gemeinde grenzt damit an drei Kreisstädte und hat zwei weitere Städte als Nachbarn. Die Grenzlage zu drei Kreisstädten ist im Weser-Ems-Raum einmalig.

### Gemeindegliederung

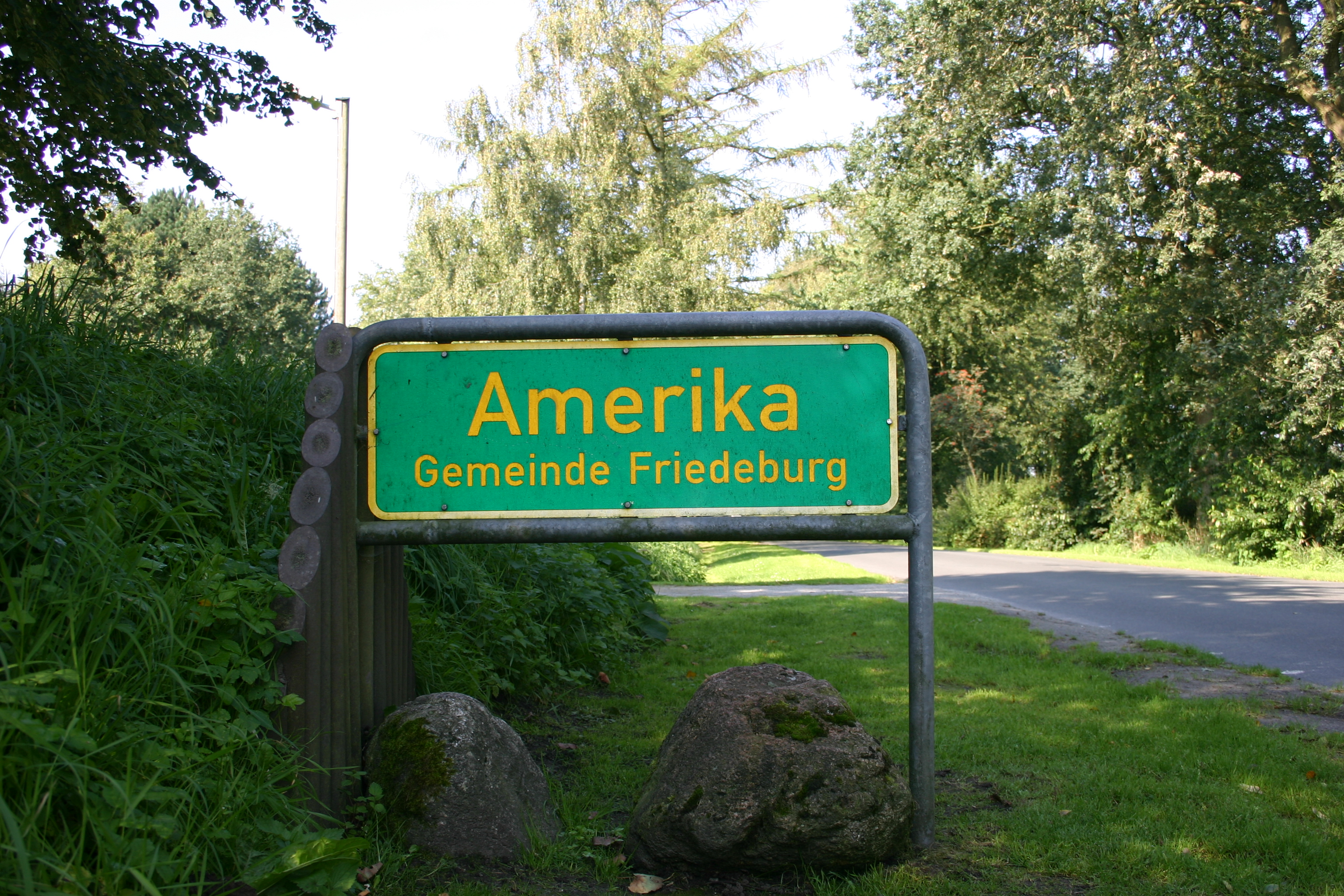
In Friedeburg möglich: Von Amerika …

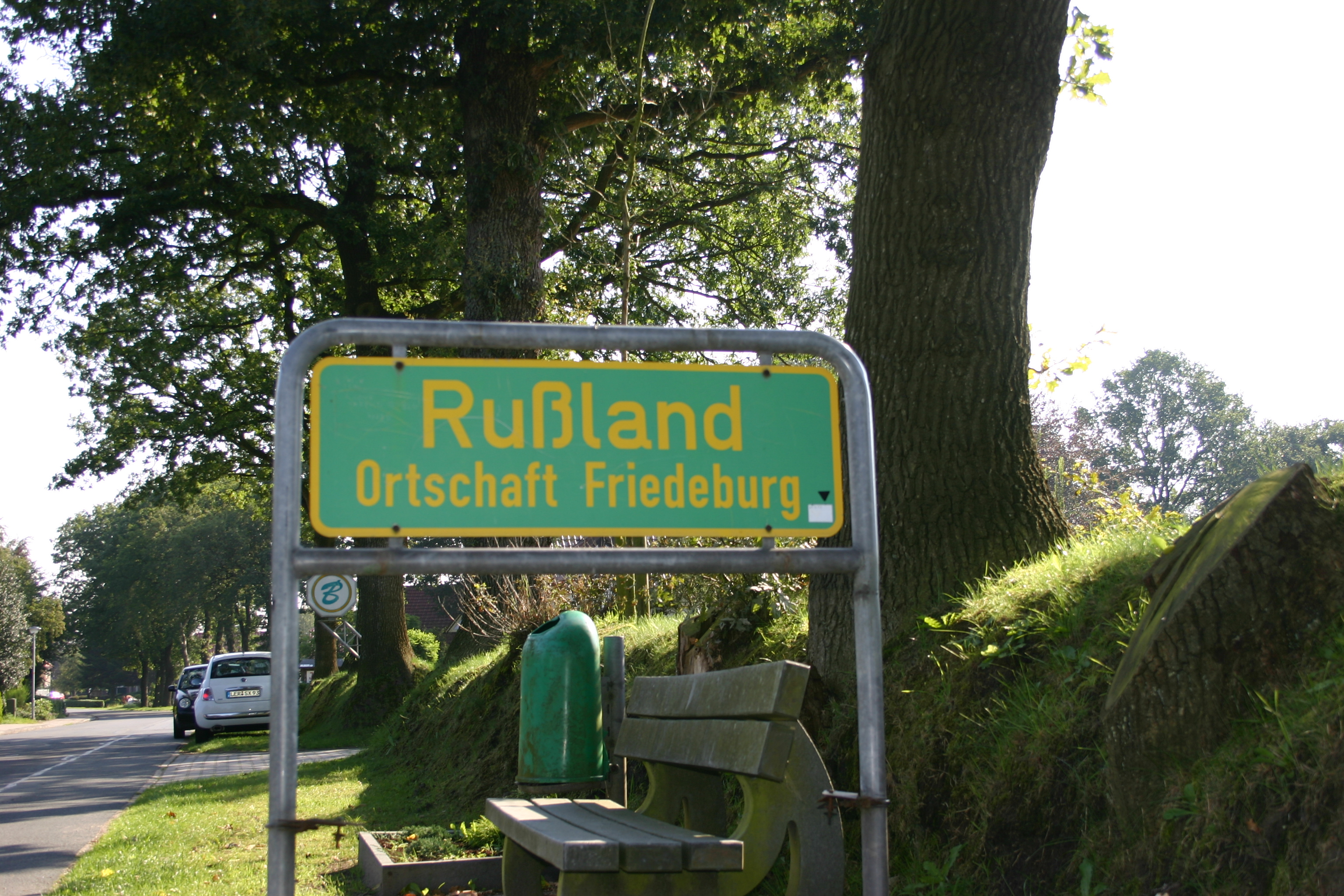
… nach Rußland zu Fuß in zehn Minuten.

Im Vorfeld hatten sich im Mai 1972 die Gemeinden Abickhafe, Dose, Hoheesche und Reepsholt zu der Gemeinde Reepsholt zusammengeschlossen. Diese ging im Zuge der niedersächsischen Gemeindegebietsreform am 16. August 1972 in der Gemeinde Friedeburg auf – zusammen mit den bis dahin selbstständigen Gemeinden Friedeburg, Bentstreek, Etzel, Hesel, Horsten, Marx, Wiesede und Wiesedermeer. Die Gemeinde heutigen Zuschnitts besteht somit aus zwölf Ortsteilen.
Weitere Wohnplätze sind kleinere Ortschaften wie Hohejohls, Moorstrich, Klein-Horsten, Heidendom, Barge, Upschört, Priemelsfehn, Heselerfeld sowie Amerika und Rußland. Die beiden letzteren entstanden in der ersten Hälfte des 19. Jahrhunderts. Der Name Amerika wird in der einschlägigen Literatur als Scherzname angesehen. Gleiches könnte für den Ortsnamen Rußland gelten, jedoch wird auch eine andere Hypothese vertreten: Demnach soll der Name von den ersten Bewohnern stammen, die als Köhler arbeiteten und somit auch als Rußmeister oder Russen bezeichnet wurden. Die Ortschaften Amerika und Rußland liegen nur etwa zwei Kilometer voneinander entfernt.

### Flächennutzung
| Nutzung                                      | Hektar |
| -------------------------------------------- | ------ |
| Gebäude- und Freifläche                      | 864    |
| davon Wohnfläche                             | 475    |
| davon Gewerbe- und Industriefläche           | 76     |
| Betriebsfläche                               | 62     |
| davon Abbauflächen (besonders Sand und Kies) | 28     |
| Erholungsfläche                              | 53     |
| davon Grünanlage                             | 25     |
| Verkehrsfläche                               | 650    |
| davon Straße, Weg, Platz                     | 633    |
| Landwirtschaftsfläche                        | 12.381 |
| davon Moor                                   | 128    |
| davon Heide                                  | 11     |
| Wasserfläche                                 | 388    |
| Waldfläche                                   | 1904   |
| Flächen anderer Nutzung                      | 55     |
| davon Friedhöfe                              | 4      |
| davon Unland                                 | 38     |
| Gesamtfläche                                 | 16.365 |

Die Flächennutzungstabelle zeigt, dass die Gemeinde Friedeburg im ostfrieslandweiten Vergleich reich an Wäldern ist: Sie ist prozentual nach der Samtgemeinde Hage und vor Aurich die zweitwaldreichste Gemeinde Ostfrieslands (rund 11,6 Prozent Flächenanteil). Auf dem Gemeindegebiet befinden sich drei Forste mit etwa 1900 Hektar Wald. Es handelt sich um den Knyphauser Wald im Norden des Gemeindegebietes an der Grenze zu Wittmund, den Carl-Georgs-Forst im Westen an der Grenze zu Wiesmoor und den Forst Stroot im Hauptort. Der Wald ist im Besitz der Landesforsten Niedersachsen und wird im Gemeindegebiet zum größeren Teil von der Revierförsterei Hopels betreut, zum kleineren Teil von der Revierförsterei Upjever. Hinzu kommt eine Vielzahl kleiner aufgeforsteter Flächen in fast allen Ortsteilen. Mehr als 80 Prozent der landwirtschaftlich genutzten Flächen dienen als Weideland. Ausgedehnte Hochmoorflächen befinden sich in den Ortschaften Bentstreek und Wiesedermeer.

### Geologie und Hydrologie
In der Gemeinde Friedeburg sind die drei für das ostfriesische Festland typischen Landschaftsformen Geest, Moor und Marsch anzutreffen. In der geologischen Epoche des Zechsteins entstanden die Salzdome, wie sie im gesamten norddeutschen Raum (wenn auch in unterschiedlich starker Form) anzutreffen sind. Sie liegen im Friedeburger Gemeindegebiet, hauptsächlich um den Ortsteil Etzel, in einer Tiefe von 750 bis zu mehr als 4000 Metern unter der Erdoberfläche. Die Oberflächenschichten des Gemeindegebietes sind, wie im gesamten Ostfriesland, vom Pleistozän und vom Holozän bestimmt. Zu den pleistozänen Schichten zählt die Geest, die holozänen Schichten bilden Marsch und Moor.
Die Geest ist die älteste dieser drei Landschaften und bedeckt den größten, zentralen Teil des Gemeindegebietes. Die abschmelzenden Eisgletscher der Saale-Eiszeit hinterließen Grundmoränen aus Geschiebelehm und Steinen. Im Friedeburger Gemeindegebiet ist diese Schicht etwa 80 Zentimeter mächtig. Im Lehm sind Geschiebe vorhanden, deren größte Brocken in ur- und frühgeschichtlicher Zeit für Steingräber verwendet wurden. Nach dem Rückzug des Eises bildete das Schmelzwasser Deckgeröll und Decksande, die Hügel (etwa bei Marx) und Rücken (etwa bei Etzel) bildeten. Die Schicht der Decksande hat eine durchschnittliche Mächtigkeit von einem halben bis einem Meter.
Besonders im äußersten westlichen und im äußersten südlichen Gemeindegebiet sind Moore zu finden, die in den vergangenen Jahrhunderten kultiviert wurden und daher kaum noch als ursprünglich zu bezeichnen sind. Es sind die östlichen Ausläufer des Ostfriesischen Zentralmoores, das sich in etwa vom östlichen Auricher Stadtgebiet über die Gemeinden Großefehn, Wiesmoor und eben Friedeburg bis in die Gemeinde Uplengen erstreckte. Die Hochmoorvegetation (Plateauregenmoore) entstand nach der Eiszeit aus vertorften Resten des Torfmooses. Im Zentrum der Gemeinde am Übergang von der Geest zur Marsch gibt es auch kleinere Niedermoore.
Marschgebiete sind im Osten der Gemeinde zu finden. Es handelt sich um verlandetes Gebiet des früheren Schwarzen Bracks. Die Marsch besteht vornehmlich aus schweren und im Ackerbau schwierig zu bearbeitenden Knickmarschböden. Vorherrschend ist sandiger Lehm.
Friedeburg liegt am Friedeburger Tief, das in erster Linie der Entwässerung der tiefer gelegenen Flächen dient. Das Friedeburger Tief fließt grob in West-Ost-Richtung und mündet über das Ellenserdammer Tief und Dangaster Tief bei Dangast in den Jadebusen. Ungefähr parallel zum Friedeburger Tief fließt das Reepsholter Tief ebenfalls von West nach Ost durch das Gemeindegebiet.

### Klima
Friedeburg liegt in der gemäßigten Klimazone. Das Klima ist von der mitteleuropäischen Westwindzone geprägt. Nach der Klimaklassifikation von Köppen befindet sich Friedeburg im gemäßigten Ozeanklima (Cfb-Klima), bei dem der kälteste Monat eine Mitteltemperatur zwischen 18 °C und −3 °C aufweist und der wärmste Monat eine Temperatur über 10 °C. Die jährliche Niederschlagssumme beim Klimatyp Cf: Feucht-Gemäßigtes Klima bedeutet, dass alle Monate feucht sind und der trockenste Monat mindestens 60 Millimeter Niederschlagsmenge aufweist. Der Klimauntertyp b (warme Sommer) zeigt, dass alle Monate unter 22 °C liegen, es aber noch mindestens vier Monate gibt, die wärmer als 10 °C sind. Im Sommer sind die Tagestemperaturen damit insgesamt tiefer, im Winter häufig höher als im weiteren Binnenland.
Klimatisch besondere Verhältnisse herrschen hingegen in den Hochmoor-Gebieten, die im äußersten Süden und im äußersten Westen des Gemeindegebietes liegen. Wegen der Untergrundverhältnisse in einem Regenmoor sind die Temperaturunterschiede zwischen Tag und Nacht extrem. Im Sommer kann es tagsüber zu sehr hohen Temperaturen am Boden kommen, so dass durch Selbstentzündung Moorbrände entstehen können. Durch den Torfabbau und die damit verbundene Entwässerung ist dieser Effekt allerdings nicht mehr so stark ausgeprägt wie in der ursprünglichen Naturlandschaft. Die Anzahl der Frosttage ist allerdings im Hochmoorgebiet deutlich höher als in der Umgebung, es kommt häufiger zu Früh- und Spätfrösten. Zudem sind Moorgegenden sehr viel nebelintensiver als die Umgebung.

### Schutzgebiete

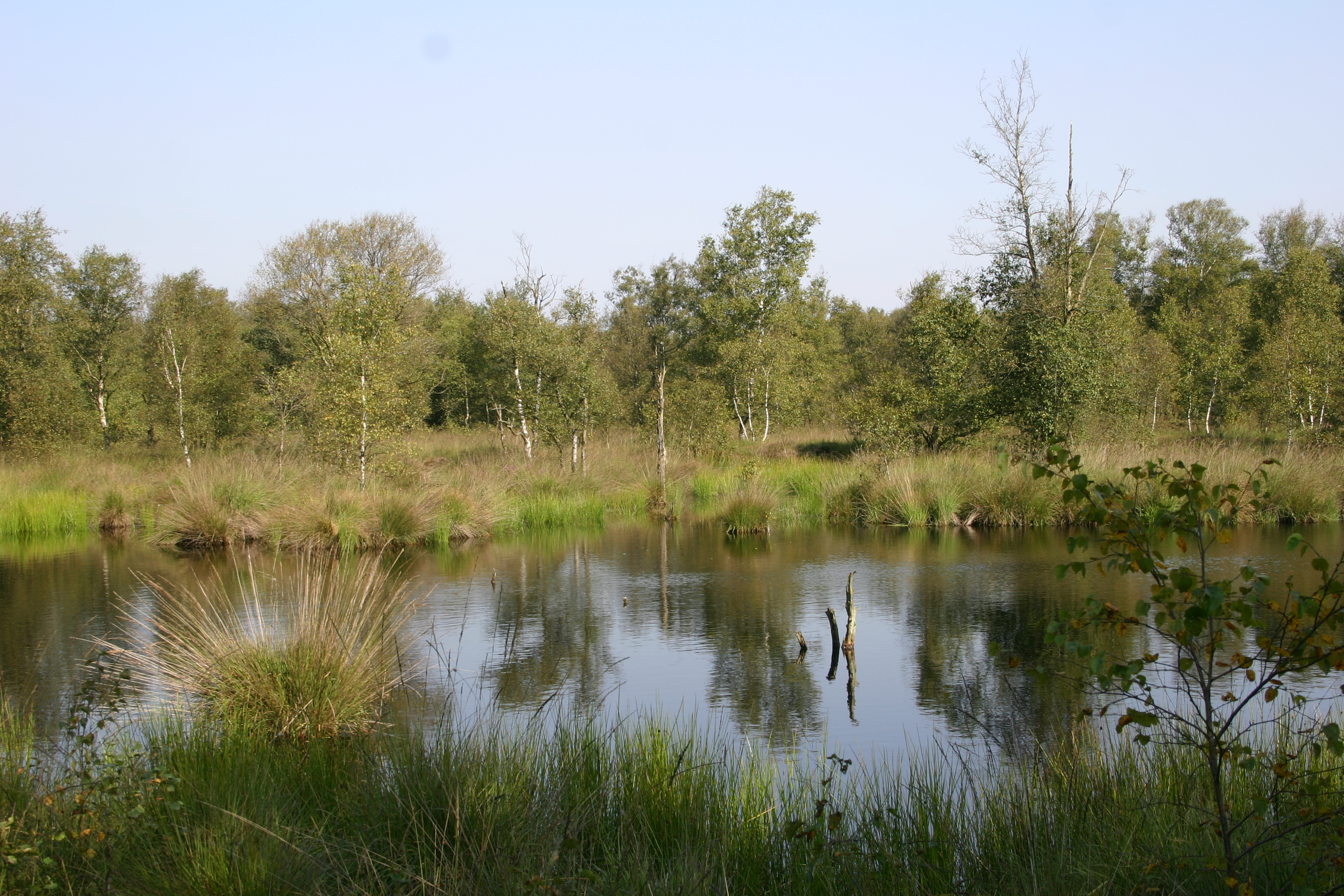
Naturschutzgebiet Kollrunger Moor

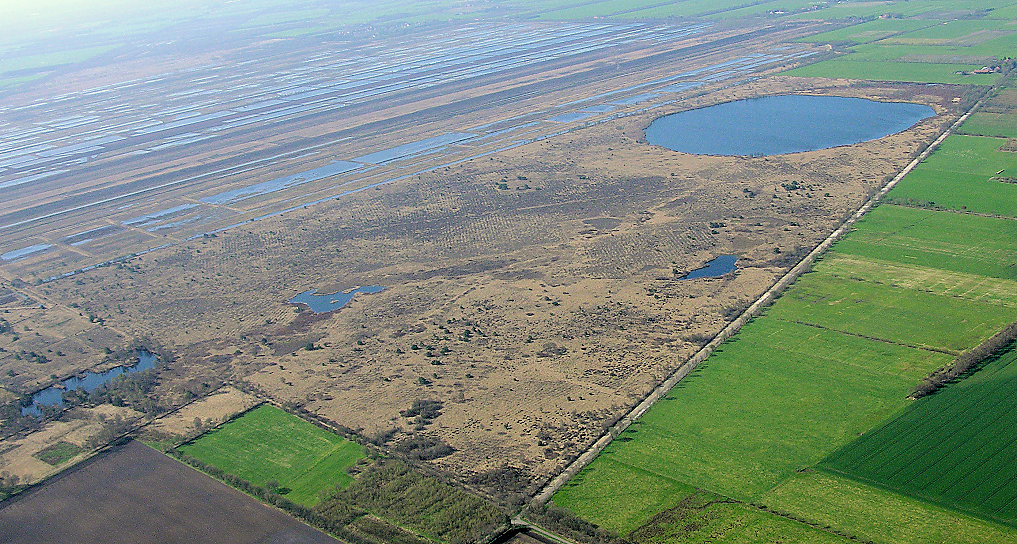
Blick von NO auf das Lengener Meer, die Straße rechts ist die Grenze zwischen Uplengen und Friedeburg

In der großflächigen Gemeinde befinden sich gleich mehrere Natur- und Landschaftsschutzgebiete sowie Naturdenkmale. Das Naturschutzgebiet (NSG) Kollrunger Moor im Friedeburger Ortsteil Wiesedermeer und im benachbarten Auricher Stadtteil Brockzetel hat eine Fläche von 279 Hektar und ist eine abgetorfte Hochmoorlandschaft ebenso wie das Sumpfmoor Dose (Gesamtfläche 43 Hektar, seit 1994 unter Schutz), das sich Friedeburg mit der Nachbarstadt Schortens im Landkreis Friesland teilt. Es liegt jedoch zum größten Teil auf Friedeburger Gemeindegebiet. Auf den abgetorften Flächen befindet sich zumeist Birkenwald, Teilflächen wurden auch wiedervernässt. Das Schwarze Meer nahe dem Ortsteil Marx ist Ostfrieslands einziger Grundmoränensee, das zugehörige NSG hat eine Fläche von ungefähr 15 Hektar. Darüber hinaus hat die Gemeinde Friedeburg einen kleinen Anteil am NSG Lengener Meer, der weitaus größere Anteil und der Hochmoorsee selbst liegen jedoch auf Uplengener Gemeindegebiet, weshalb in diesem Fall der Landkreis Leer die zuständige Untere Naturschutzbehörde ist. In den anderen Fällen ist es der Landkreis Wittmund.
Das Landschaftsschutzgebiet (LSG) Stroot im Hauptort Friedeburg ist 20,6 Hektar groß. Der Forst steht seit 1966 unter Schutz. Bereits seit 1957 steht das 6,9 Hektar große Feldgehölz Bült nahe Horsten unter Landschaftsschutz. Als Naturdenkmal ist schon seit 1939 eine Eiche im Ortsteil Dose ausgewiesen. Zwei Buchen zwischen Friedeburg und Marx sind seit 1976 Naturdenkmal.

## Geschichte

### Ur- und Frühgeschichte

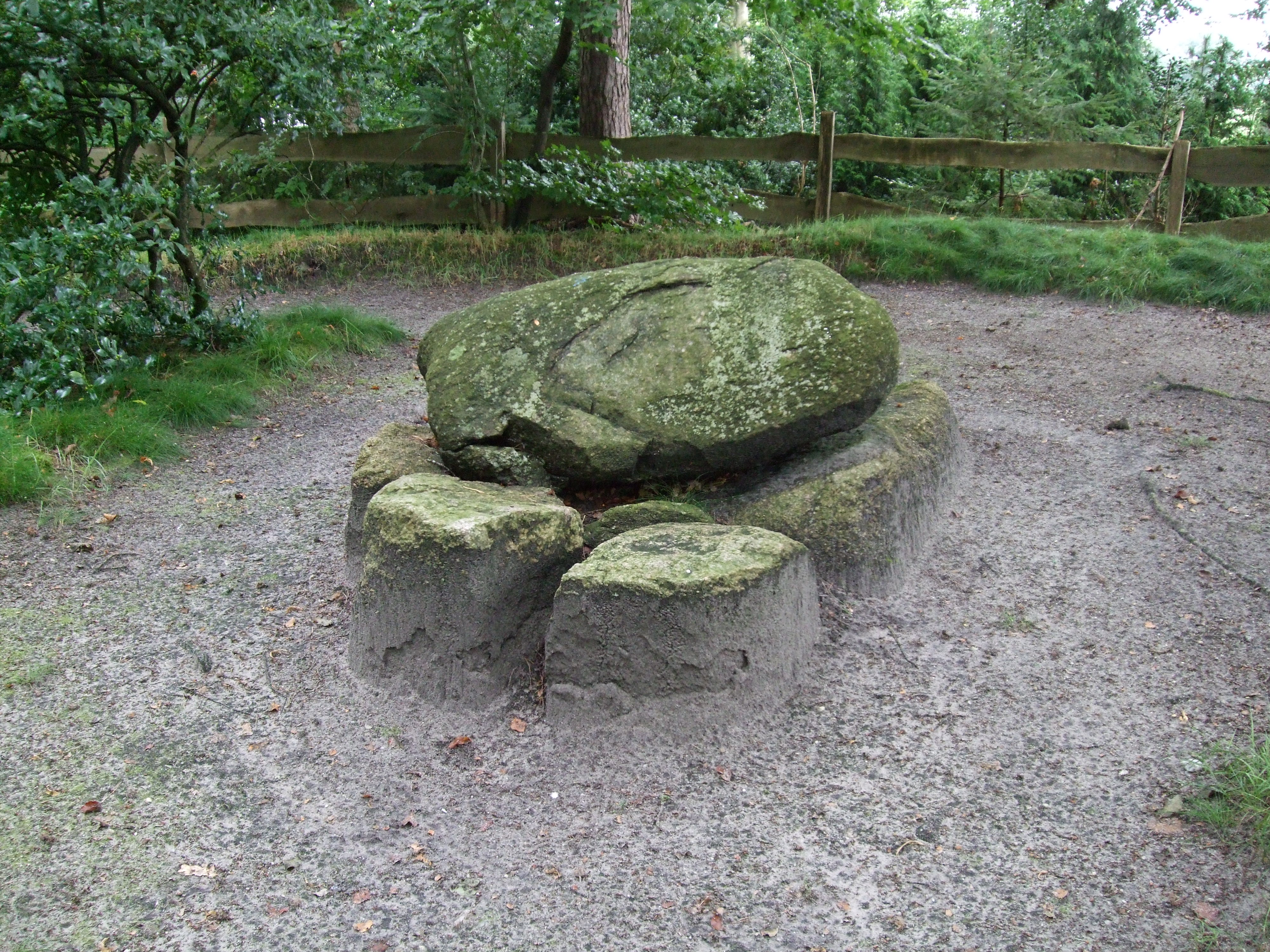
Stapelstein bei Etzel

Grabungsfunde auf dem Gemeindegebiet beweisen, dass dort schon in urgeschichtlicher Zeit Menschen lebten. Sichtbare Zeugen aus der frühen Bronzezeit (etwa ab 2000 v. Chr.) sind die Hügelgräber bei Rispel. Von den ursprünglich rund 100 Hügelgräbern blieben nur drei erhalten. Ebenfalls aus der früheren Bronzezeit stammt der Stapelstein in der Nähe des Ortsteils Etzel, ein Urdolmen aus vier Träger- und zwei Decksteinen. Bei Horsten fand man 1963 einen so genannten Sonnenstein, einen rund einen Meter hohen Findling, auf dessen flacher Unterseite 17 konzentrische Kreise eingemeißelt sind. Eine Nachbildung des Sonnensteins steht unweit der Fundstelle, das Original wird in der Grundschule Horsten verwahrt.
Urgeschichtliche Wege, denen später der Friesische Heerweg folgte, werden für die Bronzezeit angenommen. Sie führten aus dem Oldenburger Raum entlang des Geestrandes in Richtung Küste. Dabei wurden die unwegsamen Moorgegenden gemieden. Es handelte sich nicht um Wege im heutigen Sinne, vielmehr waren sie deutlich breiter und wiesen Spur neben Spur auf. Der Friesische Heerweg folgte, aus Richtung des heutigen Neuenburg kommend, in etwa der Bundesstraße 437 in Richtung Friedeburg und führte weiter in Richtung Norden. Etwa bei Rispel gab es Abzweigungen in Richtung der heutigen Städte Aurich, Wittmund und Jever.

### Früh- und Hochmittelalter

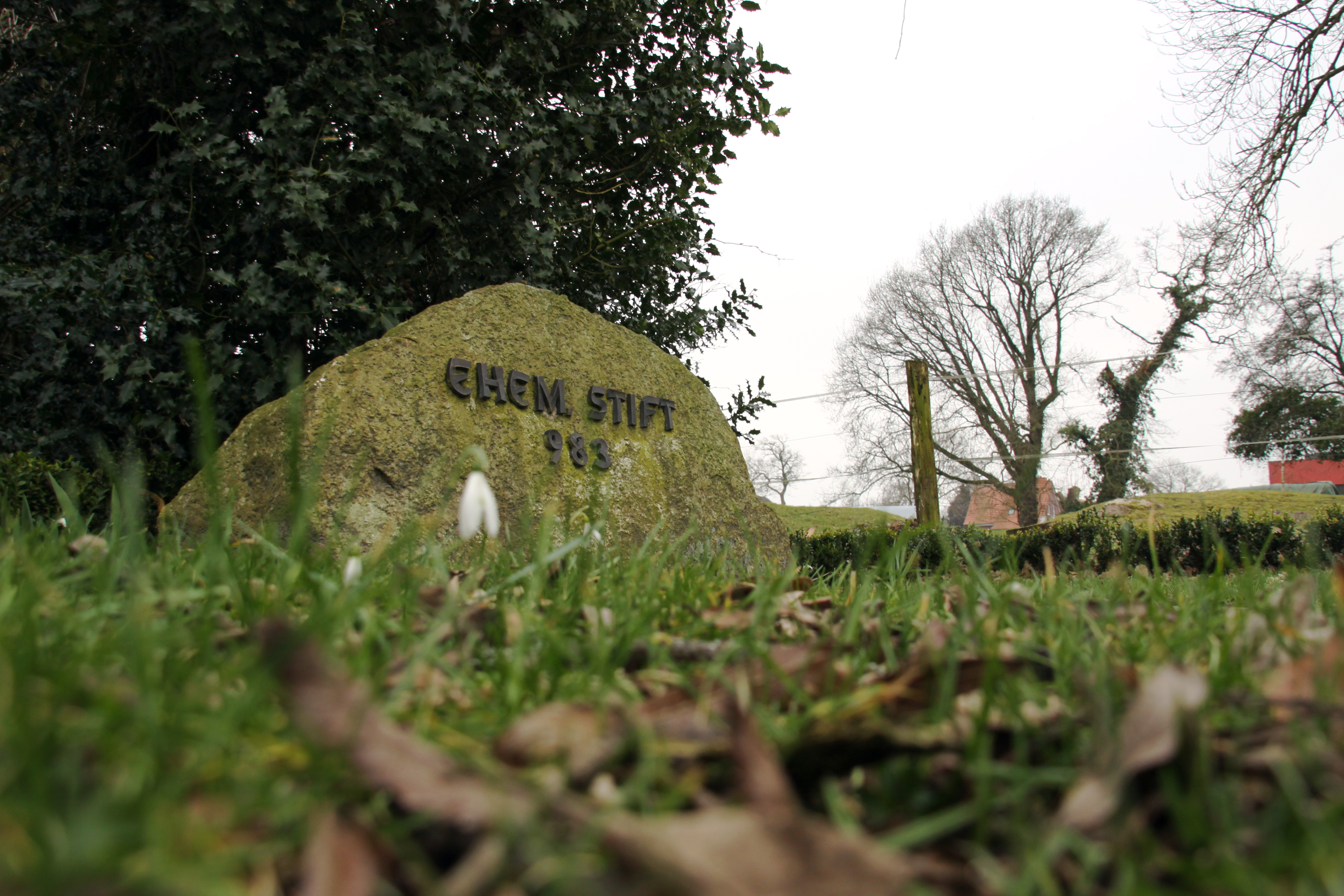
Gedenkstein für das Kloster Reepsholt

Auf dem Gemeindegebiet liegen die Steinsetzungen des Mittelalters Oll Gries und der Hunt entlang des Friesischen Heerwegs, dem alten Heer- und Handelsweg von Oldenburg nach Ostfriesland.
Auf dem heutigen Gemeindegebiet wurde das Kloster Reepsholt als erstes Kloster Ostfrieslands gegründet, zur Gründungszeit noch ein Stift. Das Stift wurde urkundlich in einem Dekret Kaiser Ottos II. des Jahres 983 erwähnt. Die Schwestern Reingerd und Wendila übereigneten es dem Bistum Bremen. Das Bistum besetzte das Stift mit zwölf Chorherren, die keinem Orden angehörten. Kloster Reepsholt war das einzige im zum Bistum Bremen gehörenden friesischen Raum. Deshalb kam ihm bei der Christianisierung eine besondere Bedeutung zu, aber auch – da im Mittelalter kirchliche von weltlicher Macht nicht zu trennen war – bei der Sicherung des friesischen Küstenraums. Mit der genannten Urkunde wurde das Stift mit seinen Ländereien der alleinigen Herrschaft des Bistums überstellt, Grafen sollten dort keine gerichtliche Macht ausüben. In späteren Jahrhunderten waren es jedoch die Grafen von Oldenburg, die in ihrem östringischen Gebiet auch auf Klostergrund Strafzahlungen entgegennahmen; allzu scharf war deshalb die Abgrenzung später wohl nicht mehr. Das Kloster entstand an strategisch günstiger Stelle am Friesischen Heerweg bei gleichzeitigem schiffbaren Zugang zum Meer über das nahe Reepsholter Tief. In der Frühzeit des Klosters gab es nur eine Kirche, die zugleich Kloster- und Gemeindekirche war. In die Zeit um 1140 fiel die beurkundete Gründung einer Kirche in Reepsholt – entweder als zweite neben der Klosterkirche oder als Verlegung der Klosterkirche: „Trotz einer möglichen Zeit des Nebeneinanders zweier Kirchen kann der Eindruck der Verlegung der Stiftskirche entstanden sein, wozu gewiß die Übernahme des Mauritiuspatroziniums durch die jüngere Propsteikirche beitrug. Das Nebeneinander zweier großer Steinkirchen wird eine große Belastung gewesen sein, die wohl zu schwer war.“
Vielleicht aus diesem Grund war das Kloster Reepsholt im Gegensatz zu den meisten anderen ostfriesischen Klöstern bereits weit vor der Reformation im Niedergang begriffen. Als Grund wird auch der Einbruch des Jadebusens vermutet, beginnend mit der Julianenflut vom 17. Februar 1164, da das Stift dort viele Ländereien besaß. Das kirchliche Leben verlagerte sich auf die jüngere Propsteikirche, das Kloster verwahrloste zunehmend, die Reste wurden 1535 abgebrochen.
Horsten, Marx und Etzel wurden 1134 erstmals erwähnt, als die dortigen Kapellen der Präpositur des Klosters Reepsholt unterstellt wurden. Bis zum Ende des 15. Jahrhunderts gehörte das Gemeindegebiet zum Gau Östringen.

### Zeit der Häuptlinge

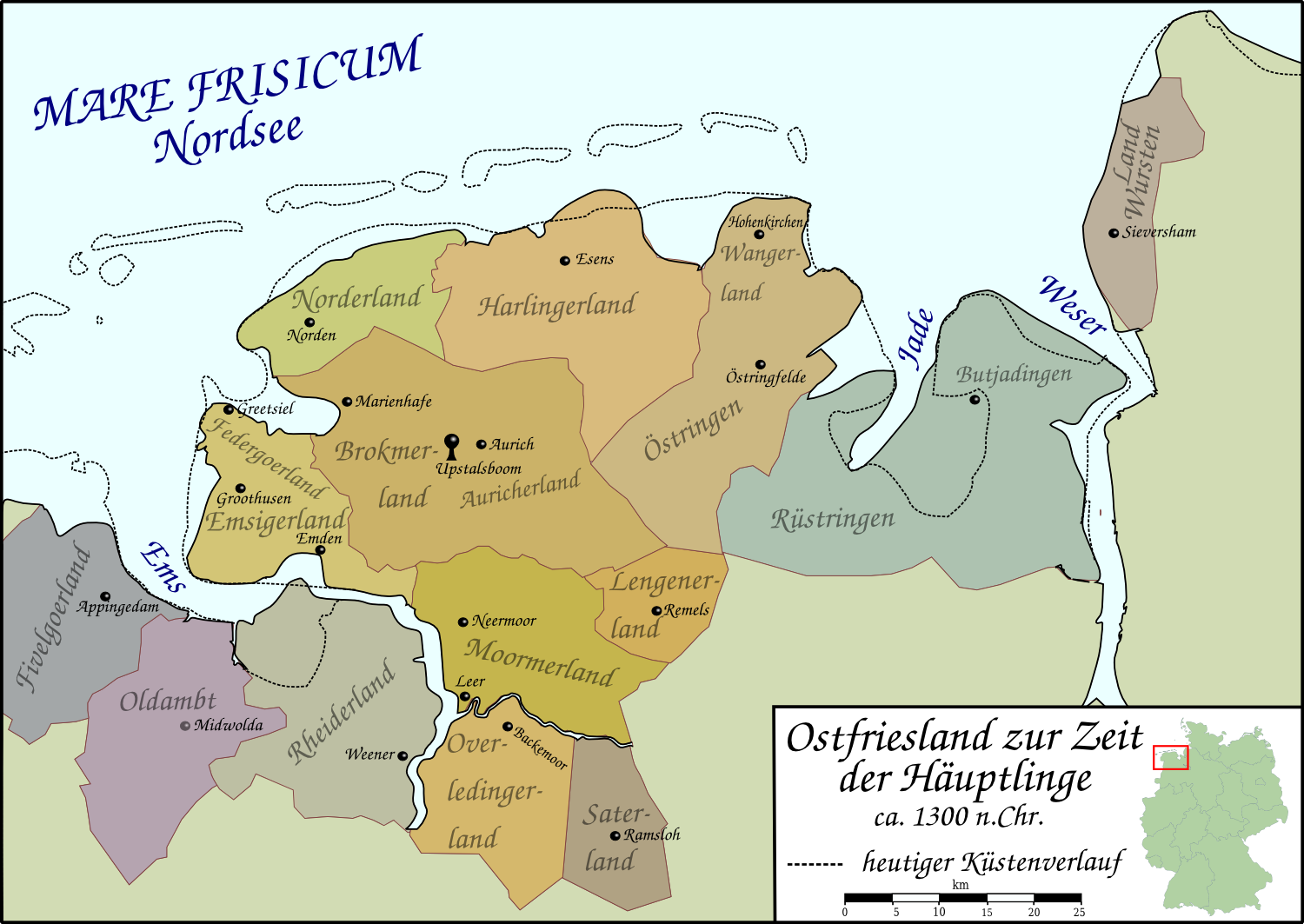
Ostfriesland zur Zeit des Häuptlingswesens

Der Name Friedeburg leitet sich von der ehemaligen Burg Friedeburg her, die sich südöstlich der heutigen Ortschaft Friedeburg befand. Die Burg wurde im Jahre 1359 (nach anderen Angaben um 1370) von Edo Wiemken dem Älteren in strategisch wichtiger Lage am Friesischen Heerweg erbaut. Sie erlaubte die Kontrolle der Handelsstraße. Das ursprüngliche Steinhaus mit wehrhaften Turm wurde im Laufe der Jahrhunderte zu Ostfrieslands größter Festungsanlage ausgebaut und sicherte das Land gegen die mit Ostfriesland verfeindeten Oldenburger.
Im 15. Jahrhundert erhielt der Friedeburger Raum mehrmals wechselnde Herrschaften. Der Häuptling Hayo Harlda von Jever dehnte seit den 1430er-Jahren seinen Machtbereich über große Teile des Wangerlands und Östringens aus. Die Burg Friedeburg allerdings konnte er gegen den Grafen Dietrich von Oldenburg nicht halten: Am 26. Oktober 1435 unterwarfen sich die Kirchspiele Marx, Etzel, Wiesede und Horsten mitsamt der Friedeburg dem Oldenburger. Jedoch: „Anscheinend aber ein schwer zu haltender Stützpunkt; der Graf verkaufte ihn wieder an die Länder Östringen und Harlingerland. In der Folgezeit wurde die Burg Sitz der kleinräumigen, nach der Mitte des 15. Jahrhunderts auch Reepsholt einbeziehenden Herrschaft des Häuptlings Cirk von Friedeburg.“ Dieser verbündete sich mit Dietrichs Nachfolger, Gerd dem Mutigen von Oldenburg, auch der Streitbare genannt. Um dem Expansionsstreben des Oldenburgers nach Norden Einhalt zu gebieten, verbündeten sich im Gegenzug 1473 Gräfin Theda von Ostfriesland und Häuptling Sibo Attena von Esens. Auch die Häuptlinge von Jever, Gödens, Inhausen und Kniphausen lehnten sich an das ostfriesische Grafenhaus an. Als Cirk von Friedeburg 1474 starb, kam Gräfin Theda einer Besetzung der Friedeburg durch die Oldenburger zuvor. Auch mögliche Ansprüche des Jeverschen Häuptlings Edo Wiemken der Jüngere schaltete sie damit aus. Beteiligt an diesem Handstreich war auch der Häuptling von Esens, Hero Omken, für den Hero Mauritz Kankena aus dem Geschlecht der ursprünglich aus Reepsholt/Dose stammenden und hernach in Dornum residierenden Kankena die Vormundschaft übernommen hatte. Kankena nannte sich ab 1477 Häuptling zu Dornum und Friedeburg. Er geriet im Zuge der andauernden Fehden mit den Oldenburgern 1479/1480 in oldenburgische Gefangenschaft und musste sich freikaufen, wodurch er sich verschuldete. Gräfin Theda ergriff daraufhin die Gelegenheit und kaufte Kankena für 5000 rheinische Gulden die Herrlichkeit Friedeburg ab.

### Friedeburg unter den Cirksena (1481 bis 1744)

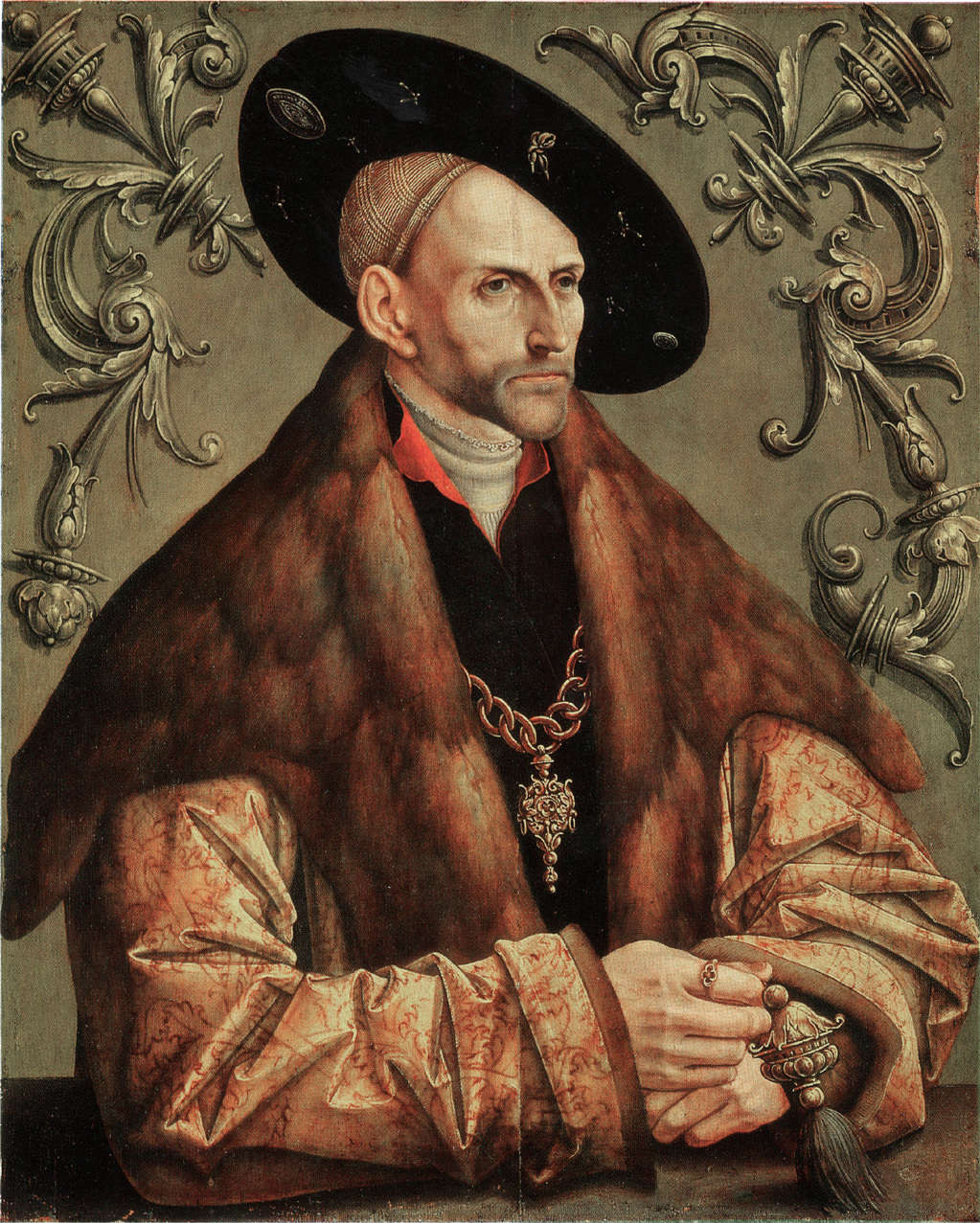
Graf Edzard I. um 1520/1530. Gemälde von Jacob Cornelisz. van Oostsanen. Er übernahm die Herrschaft über Ostfriesland, nachdem sein älterer Bruder im Friedeburger Burggraben ertrank.

Bis 1481 bildete die Friedeburg mit den Kirchspielen Reepsholt, Leerhafe, Marx, Wiesede, Etzel, Horsten und Zetel eine selbstständige Herrlichkeit. 1481 wurde die Herrlichkeit Friedeburg ein ostfriesisches Amt. Während das Harlingerland, also das nördliche und zentrale Wittmunder Kreisgebiet, erst nach dem Berumer Vergleich von 1600 endgültig zu Ostfriesland kam, war dies im Friedeburger Raum somit bereits 119 Jahre früher der Fall. Die Fehden mit den Oldenburgern dauerten noch bis 1486, als die Streitparteien Frieden schlossen.

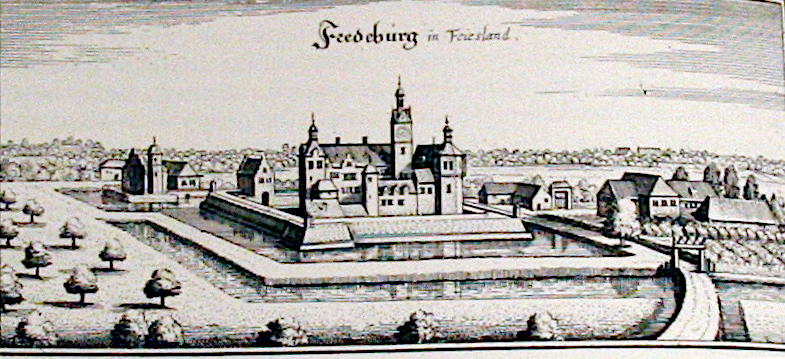
Festung Friedeburg: Seitenverkehrter Stich aus der zweiten Hälfte des 17. Jahrhunderts

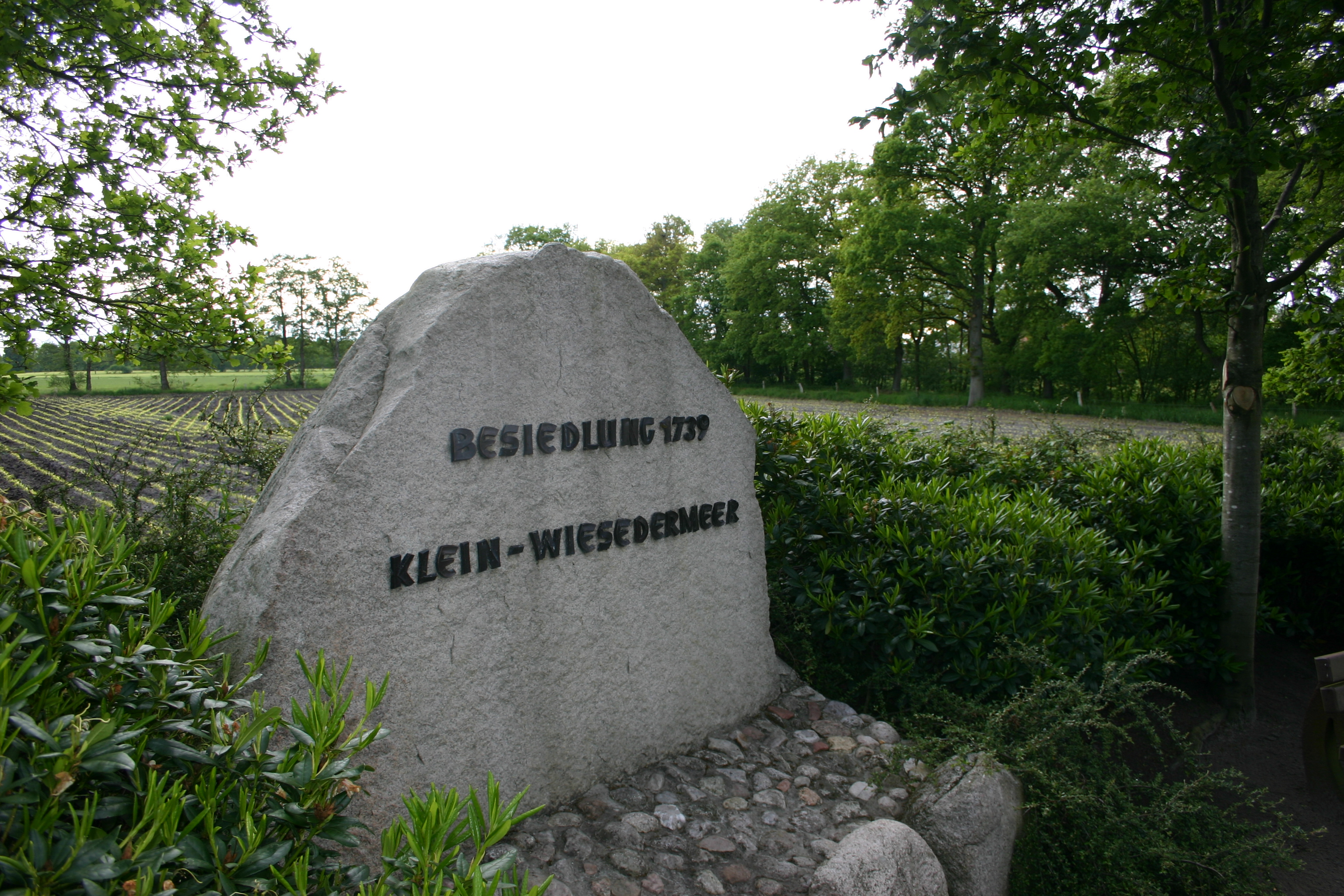
Gedenkstein zur Gründung von Wiesedermeer

Im Jahre 1491 kam es auf der Friedeburg zu einer Liebesaffäre mit weitreichenden personellen Konsequenzen für das ostfriesische Herrscherhaus und damit auch für die Geschichte der Region in den folgenden Jahrzehnten. Der Drost auf der Friedeburg, Engelmann von Horsten, war ein Liebesverhältnis mit der Grafentochter Almuth eingegangen und hatte diese von Aurich aus auf die Burg entführt; der Historiografie zufolge hatte es sich um eine durchaus einvernehmliche Entführung gehandelt. Engelmann und Almuth verschanzten sich in der Friedeburg. Enno, ältester der drei Söhne des Grafen Ulrich und der Gräfin Theda (Enno, Edzard, Uko), der soeben von einer Wallfahrt nach Jerusalem zurückgekehrt war, belagerte daraufhin die Burg. Nach einem erregten Streitgespräch mit Engelmann folgte Enno dem Drosten in voller Rüstung über den vereisten Burggraben, brach durch die Eisdecke und ertrank. Durch diesen Unglücksfall folgte der nächstältere Sohn Edzard seinem Bruder in der Herrschaftsfolge nach. Er übernahm nach dem Tod seiner Mutter 1494 die Herrschaft über Ostfriesland und ging später als Edzard der Große in die ostfriesische Geschichte ein.
Während der Sächsischen Fehde wurde die Friedeburg durch braunschweigische und sächsische Truppen belagert, ohne zunächst eingenommen werden zu können. Der Burgkommandant Rippersbusch übergab sie jedoch den Belagerern im Gegenzug für die Zusicherung freien Geleits. Graf Edzard der Große eroberte die Burg am 27. September 1517 jedoch für Ostfriesland zurück.
Nordwestlich der Burg bildete sich um 1600 eine Siedlung Auf dem Endel mit wenigen Häusern, in denen Beamte und Bedienstete der Burg wohnten. Während des Dreißigjährigen Kriegs wurde Ostfriesland dreimal von fremden Truppen als Rückzugsraum besetzt. Besonders die erste Besetzung durch die Truppen des Ernst von Mansfeld bedeutete für die Bevölkerung eine erhebliche Belastung, da der Söldnerhaufen die Einwohner stark bedrängte und plünderte. Mansfelds Truppen besetzten nicht nur die Friedeburg, sondern hausten auch in der Reepsholter Kirche, die dadurch nochmals schwer in Mitleidenschaft gezogen wurde.
Während in anderen Landesteilen seit 1633 (Beginn der Besiedlung Großefehns) Moorkolonien in Gestalt von Fehnkanal-Siedlungen angelegt wurden, unterblieb eine solche Kultivierung im Bereich Friedeburg im 17. und frühen 18. Jahrhundert. Die Kultivierung von Moorgebieten begann erst 1733 mit der Trockenlegung des Kleinen Wieseder Meeres. Dies geschah unter der Leitung des Regierungsrates Sebastian Eberhard Jhering (1700–1759), der auch der Gründer von Jheringsfehn in der Gemeinde Moormerland (Landkreis Leer) war. Die ersten Siedler kamen 1739 in das heutige Wiesedermeer, allerdings war ihnen kein dauerhafter landwirtschaftlicher Erfolg beschieden, worauf sie den Ort wieder verließen. Erst ab 1760 siedelten erneut Menschen auf dem Gebiet des Kleinen Wieseder Meeres, ab 1785 auch auf dem Gebiet des Großen Wieseder Meeres. Die Jahreszahl 1739 gilt dennoch als Gründungsdatum der Kolonie.

### Von der Übernahme durch Preußen 1744 bis zum Ersten Weltkrieg
Nachdem der letzte Graf von Ostfriesland, Carl Edzard, bereits im frühen Lebensalter kinderlos verstorben war, fiel Ostfriesland im Jahr 1744 durch eine seit dem Ende des 17. Jahrhunderts bestehende Exspektanz an Preußen. Die Garnison wurde 1747 abgezogen. 1763 wurde die Friedeburg auf Geheiß Friedrichs II. von Preußen geschleift, da die Burg keine militärische Bedeutung mehr hatte und sich in einem schlechten Bauzustand befand.
Im Gemeindegebiet wurde 1766 Hopels, am Rande des Ostfriesischen Zentralmoors südwestlich von Friedeburg gelegen, als weitere Moorkolonie gegründet, nachdem Friedrich der Große 1765 das Urbarmachungsedikt unterzeichnet hatte. Wie viele andere Moorkolonien, die in den ersten knapp drei Jahrzehnten nach dem Edikt gegründet wurden, herrschte jedoch nach anfänglichen Kultivierungserfolgen bald bittere Not: Die Siedler verlegten sich auf die Moorbrandkultur, bei der das Moor im Frühjahr ausgebrannt und in die noch warme Asche Buchweizensamen eingebracht wurde. Durch das Ausbrennen verlor der Boden jedoch innerhalb weniger Jahre enorm an Fruchtbarkeit, so dass er danach zunächst mehr als 20 Jahre brach liegen musste, bevor er neu genutzt werden konnte.
In wirtschaftlicher Hinsicht nahmen die Orte Horsten (mit 76 Handwerkern und Kaufleuten im Jahre 1756), Marx (64), Etzel (51) und mit Abstrichen auch Reepsholt (22) eine herausragende Stellung unter den Ortschaften des Gebiets ein. Vor allem Leineweber waren in Etzel, Horsten und Marx mit zusammen 82 Berufsangehörigen stark vertreten. Der Ort Friedeburg hingegen besaß zu jener Zeit nur eine geringe wirtschaftliche Bedeutung: Gerade einmal neun Handwerker und Kaufleute wurden in preußischen Statistiken gezählt. Besonders Etzel entwickelte sich auch in den folgenden Jahrzehnten zu einem Schwerpunkt der Leineweberei. Bis zum Jahr 1800 war die Zahl dieser Handwerksbetriebe auf zirka 60 angestiegen. Sie arbeiteten sowohl auf eigene Rechnung als auch für Lohn.

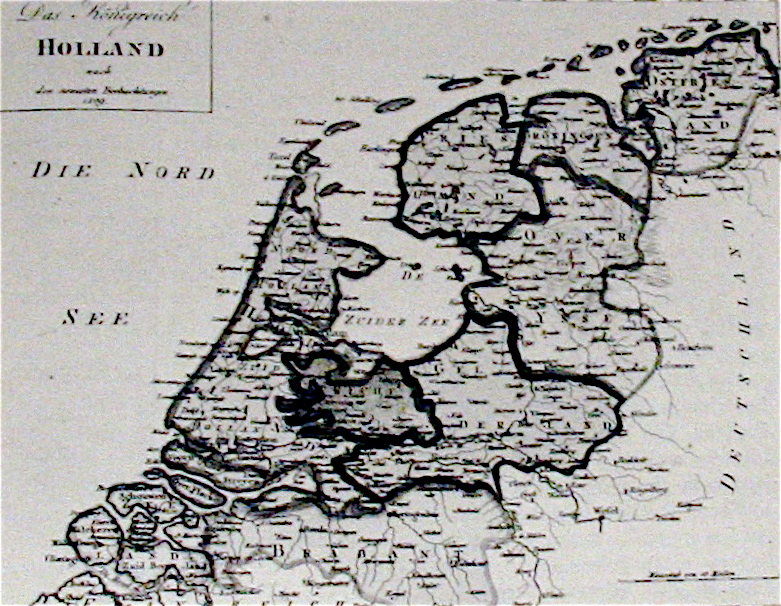
Karte des Königreichs Holland mit Ostfriesland (rechts oben)

Das Gemeindegebiet kam mit ganz Ostfriesland nach der Doppelschlacht von Jena und Auerstedt an das Königreich Holland. Dieses wurde wiederum 1810 in das Kaiserreich Frankreich integriert. Nach den Befreiungskriegen wurde Ostfriesland für kurze Zeit wieder preußisch. Allerdings hatten sich die am Wiener Kongress beteiligten Staaten auf den Tausch von Gebieten geeinigt, von dem auch Ostfriesland betroffen war. Es kam zum Königreich Hannover und blieb es bis zu dessen Auflösung nach dem Deutschen Einigungskrieg.
1839 wurde die Herrlichkeit Gödens in das Amt Friedeburg eingegliedert. Das Amt Friedeburg war in die beiden Vogteien Horsten und Reepsholt geteilt. 1859 verlor Friedeburg seinen Amtssitz und gehörte bis 1885 zum Amt Wittmund. 1885 wurde das Amt Wittmund aufgelöst und der Landkreis Wittmund gebildet.
Bereits zu Zeiten der Generalteilung der Gemeinschaftsflächen der örtlichen Bauern in der Mitte des 19. Jahrhunderts hatte der Graf zu Innhausen und Knyphausen weite Flächen nahe Reepsholt erworben, die landschaftlich nur schlecht zu nutzen waren. Dort ließ er ab 1873 einen großen, noch heute bestehenden Forst anlegen, den Knyphauser Wald. Gegen Ende des 19. Jahrhunderts wurde auch nahe Wiesede auf früheren Heideflächen (Domanialabfindungsflächen) ein Forst angelegt, der Karl-Georgs-Forst. Benannt wurde er nach dem Eigentümer der Flächen, Carl Georg Graf von Wedel (1827–1898).
Die Infrastruktur im Gemeindegebiet wurde besonders ab den 1870er-Jahren deutlich ausgebaut. So entstand ab 1870 die steinerne Chaussee von Friedeburg über Reepsholt nach Wittmund, die zuvor noch unbefestigt gewesen war. Im Norden des Gemeindegebietes wurde in den Jahren 1880 bis 1888 der Ems-Jade-Kanal angelegt, der Emden und Wilhelmshaven verbindet. Bereits 1850 hatte die Ostfriesische Landschaft vorgeschlagen, den südlicher gelegenen Großefehnkanal weiter durch das Moor und damit durch die Gemeinde Friedeburg bis an den Jadebusen zu verlängern. Dieser Vorschlag war jedoch in der hannoverschen Zeit nicht weiter verfolgt worden. Der Bau des Ems-Jade-Kanals bedeutete nicht nur Lohn und Brot für die Arbeiter, die ihn acht Jahre lang aushoben. Er verbesserte auch die landwirtschaftlichen Rahmenbedingungen der anliegenden Gemeinden, weil auf ihm Dünger leichter in größeren Mengen herbeigeschafft werden konnte.

### Weimarer Republik
Im April 1919 kam es zu sogenannten „Speckumzügen“ von Emder Arbeitern, an die sich Landarbeiterunruhen und ebensolche Raubzüge im Rheiderland anschlossen. Arbeiter brachen in geschlossenen Zügen in die umliegenden Dörfer auf und stahlen Nahrungsmittel bei Bauern, wobei es zu Zusammenstößen kam. Die Lage beruhigte sich erst nach der Entsendung von in der Region stationierten Truppen der Reichswehr. Als Reaktion darauf bildeten sich in vielen Orten Ostfrieslands – auch solchen, die von den „Umzügen“ nicht betroffen waren – Einwohnerwehren. In besonders hohem Maße wurden sie im Landkreis Wittmund aus der Taufe gehoben, obschon dieser vom Zentrum der Plünderungen am weitesten entfernt liegt. Einwohnerwehren gab es in Abickhafe (20 Personen mit 13 Waffen), Dose (28/20), Etzel (67/27), Friedeburg (20/20), Hesel (14/14), Hoheesche (12/6), Horsten (87/39), Marx (61/31), Reepsholt (39/25), Wiesede (95/20) und Wiesedermeer (20/20). Die Wehren in Wiesede und Horsten waren die kopfstärksten im Landkreis Wittmund nach der Kreisstadt. Aufgelöst wurden die Einwohnerwehren erst nach einem entsprechenden Erlass des preußischen Innenministers Carl Severing am 10. April 1920.
Bei der Reichstagswahl 1920 blieben die liberalen Parteien in Friedeburg wie im gesamten Ostfriesland die führende politische Kraft, wobei das nationalliberale Moment überwog. Nach der Inflationskrise 1923 und dem darauffolgenden wirtschaftlichen Abstieg breiter Bevölkerungskreise, namentlich der (Klein-)Bauern, gab es besonders in den meisten ostfriesischen Geestdörfern und Moorkolonien einen spürbaren Rechtsruck bei den Wahlen in Ostfriesland im Allgemeinen und im Landkreis Wittmund im Besonderen. In den Folgejahren war es das heutige Friedeburger Gemeindegebiet, das sich zur Hochburg völkischer und später nationalsozialistischer Politik entwickelte.
Wie im gesamten Nordwesten Niedersachsens erhielt in der Weimarer Republik die Landvolkbewegung Auftrieb, nachdem sich 1927 eine Missernte ereignet und die Bauern zusehends in Existenznöte gebracht hatte. Durch die Konzentration auf Mengen statt auf Qualität waren die Probleme jedoch zum Teil auch hausgemacht. Wie in anderen Landesteilen flatterte die schwarze Fahne, Symbol der Schwarzen Schar des Florian Geyer im Bauernkrieg, als Zeichen des Protests. Am 5. Januar 1928 kam es in Aurich zu einer Großdemonstration von Landwirten aus der Region, an der 4000 Menschen teilnahmen. Die Nationalsozialisten mit ihrer Blut-und-Boden-Ideologie sahen sich als Sachwalter der Nöte der Landwirte und fanden in vielen Gemeinden entsprechenden Zulauf.

Heinrich Bohnens

Einen wesentlichen Anteil an diesem Rechtsruck hatte die frühe Bildung von Ortsgruppen des Stahlhelms. Spätestens seit 1923 war er im Landkreis Wittmund sehr aktiv. Bei den Reichstagswahlen 1920 und im Mai 1924 trat dann vor allem der Völkisch-nationale Block auf, ein Zusammenschluss der Deutschvölkischen Freiheitspartei und der NSDAP. Zusammen mit dem Wahlergebnis der DNVP kamen die (extremen) Rechtsparteien bereits bei der Reichstagswahl im Mai 1924 auf mehr als 60 Prozent der Stimmen. In einzelnen Gemeinden des Landkreises Wittmund war dies aber bereits seit der Reichstagswahl 1920 vorgezeichnet: Die extremen Rechtsparteien gewannen seinerzeit in Friedeburg 94,5 Prozent, in Hesel 86 Prozent und in Wiesede 76 Prozent der Stimmen. In Wiesede wurde im Januar 1928 die erste NSDAP-Ortsgruppe des Kreises gegründet. Eine tragende Rolle hatte der Schuhmachermeister Bohnens aus Friedeburg, der im Jahr 1928 die dortige NSDAP-Ortsgruppe gründete. Er wurde später der einzige nationalsozialistische Reichstagsabgeordnete aus dem Kreis Wittmund.

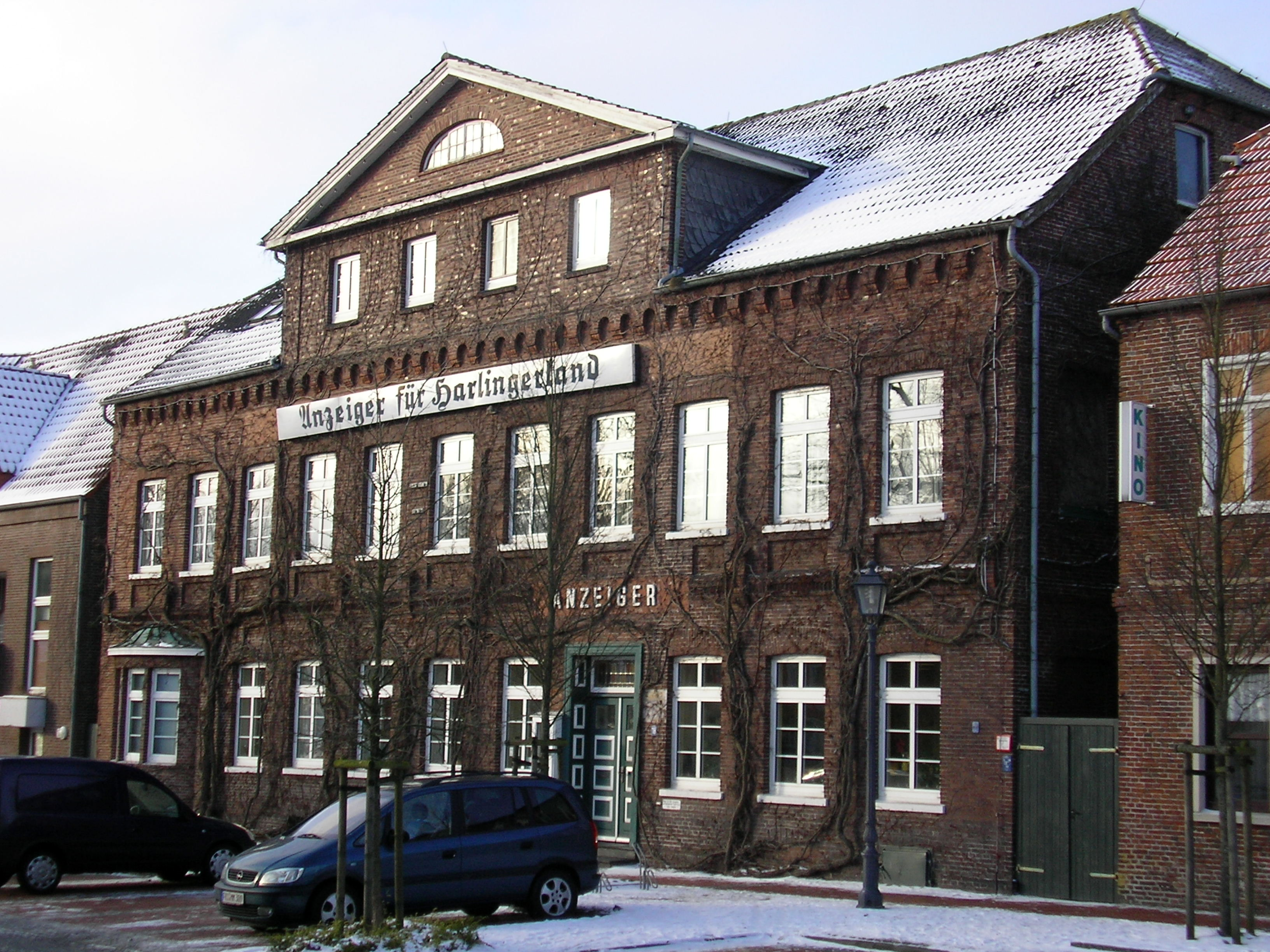
Verlagshaus des „Anzeiger für Harlingerland“

Neben Lehrern und Pastoren in einzelnen Orten des Landkreises trugen auch der Verwaltungsapparat und die Justiz, in besonderem Maße auch die einzige Lokalzeitung Anzeiger für Harlingerland durch parteiliche Berichterstattung zum Anwachsen der nationalsozialistischen Ideologie bereits gegen Ende der 1920er- und Anfang der 1930er-Jahre bei. In der bislang einzigen umfangreichen wissenschaftlichen Abhandlung zum Anwachsen der rechtsextremen und später nationalsozialistischen Strömungen im Landkreis Wittmund in jener Zeit urteilt Inge Lüpke-Müller, dass „zahlreiche Faktoren in unglückseliger Weise“ zusammentrafen: Sie führt neben den ökonomischen Faktoren auch die bereits zuvor vorhandene konservative, antidemokratische Einstellung an. Begünstigt wurde sie durch Einflussnahme der Presse, einzelner Pastoren und Lehrer und führender Verwaltungsbeamter im Kreis. Oppositionelle Parteien wie die SPD spielten lange keine Rolle, was auch an der sozioökonomischen Struktur im industriefernen, kleinbäuerlichen Friedeburger Raum lag. Sie hatten die rechtsradikalen bis faschistischen Parteien wohl auch zu lange unterschätzt.
Nachdem bereits während des Ersten Weltkriegs im Süden des heutigen Gemeindegebietes Moorflächen kultiviert worden waren, kam in den Jahren der Weimarer Republik weitere Siedler dazu. Im Oktober 1929 erhielt die staatliche Domänenverwaltung die Genehmigung, weitere 109 Siedlungsstellen freizugeben. Zwei Jahre später erhielt die Moorsiedlung, der jüngste der Friedeburger Ortsteile, den Namen Bentstreek nach dem dort häufig vorkommenden Bentgras. Der Namensteil Streek verweist auf den Landstrich. Ebenfalls um 1930 entstand in Wiesedermeer eine weitere Siedler-Kolonie, die den Namen Neu-Wiesedermeer erhielt.

### Nationalsozialismus
Vor der Reichstagswahl im März 1933 hatten die SPD- und KPD-Vertreter im Landkreis Wittmund noch versucht, eine Einheitsliste der beiden Arbeiterparteien aufzustellen. Dies wurde den lokalen KPD-Funktionären von ihrer Bezirksleitung in Bremen jedoch ausdrücklich untersagt. Bei der Reichstagswahl im März errang die NSDAP im Kreis Wittmund 71 Prozent der Stimmen, mit der DNVP kamen beide Parteien auf 86 Prozent. Die NSDAP-Funktionäre ließen daraufhin sämtliche Rathäuser in den Gemeinden des Kreises besetzen, was problemlos geschah.

„Der Übergang von der Republik zum nationalsozialistischen Herrschaftssystem durch die Machtergreifung Hitlers am 30.1.1933 kam für [den Landkreis, d. Autoren] Wittmund mehr oder weniger „zwangsläufig“. Die NSDAP hatte im hiesigen Landkreis schon viele triumphale Erfolge feiern können, so daß die eigentliche Machtergreifung keine besondere Aufregung mehr hervorrief.“

Da das Gemeindegebiet bereits zur Weimarer Zeit eine Hochburg der Nationalsozialisten war, konnten sich dort auch einige Parteigrößen während der NS-Zeit etablieren. Der Friedeburger Gemeindevorsteher Bohnens, zugleich Kreisleiter der Wittmunder NSDAP, wurde später Reichstagsabgeordneter. Eine Woche nach den März-Wahlen zum Reichstag fanden Wahlen zum Provinziallandtag statt, bei denen der Friedeburger Kaufmann Diedrich Oltmanns für die NSDAP nach Hannover ging.
Aus den einzelnen Gremien des heutigen Gemeindegebiets wurden die Ratsmitglieder, die nicht der NSDAP angehörten, ausgeschlossen. Eine Ausnahme bildete Abickhafe, wo sich der vorherige Bürgermeister während der gesamten NS-Zeit in seinem Amt halten konnte. In Etzel wurden während der NS-Zeit aufgrund des Gesetzes zur Verhütung erbkranken Nachwuchses acht Personen zwangssterilisiert. Juden waren von Drangsalierungen nur deswegen kaum betroffen, weil es im Gemeindegebiet kaum jüdisches Leben gab. Dieses konzentrierte sich in Esens, Wittmund und im heute nicht mehr zum Landkreis Wittmund gehörenden Neustadtgödens.
Die Bauern im Gemeindegebiet wurden im Reichsnährstand gleichgeschaltet. Die Verabschiedung des Reichserbhofgesetzes stieß bei vielen Bauern auf Proteste, da sie sich in ihrer wirtschaftlichen Entscheidungsfreiheit beschränkt sahen. In den Moorkolonien kam hinzu, dass die landwirtschaftlichen Grundstücke oft zu klein waren, um eine Vollbauernstelle darzustellen. Das Verbot, Erbhöfe zu veräußern, traf somit diejenigen Betriebe an der unteren Größenbegrenzung eines Erbhofes von 7,5 Hektar ganz besonders. Obwohl es viele richterliche Urteile zugunsten der klagenden Kleinbauern gab, blieb der Anteil der Erbhofbauern in der Region dennoch über dem Reichsdurchschnitt.
Ende der 1930er-Jahre wurde von der Luftwaffe der Fliegerhorst Marx etwa drei Kilometer südöstlich des Ortes angelegt. Für das Jahr 1940 sind die ersten Maschinen dokumentiert. Sie warfen unter anderem Seeminen in britischen Küstengewässern ab. Mit Fortschreiten des Krieges und angesichts des zunehmenden Luftkriegs wurden vermehrt Abfangjäger in Marx stationiert. Im April verlegten die Flugzeuge angesichts der näher rückenden Front nach Kaltenkirchen in Schleswig-Holstein.
Während des Zweiten Weltkriegs bestanden im Gemeindegebiet verschiedene Kriegsgefangenenlager und Zwangsarbeitslager für holländische Zivilgefangene. Die Inhaftierten wurden vornehmlich in der Landwirtschaft und zur Moorkultivierung, eingesetzt. Die Arbeiten der auf dem Fliegerhorst Inhaftierten wurden von der Organisation Todt und den Firmen Meyer in Varel und Bothe in Hamburg geleitet. Das Wachpersonal setzte sich aus bewaffneten Zivilisten des Norddeutschen Bewachungsinstituts und der Wach- und Schließgesellschaft Bremen und aus Soldaten der Horstkommandantur zusammen. Am 5. April 1945 erschoss der Unteroffizier S. den niederländischen Zwangsarbeiter Nordermeer.
Das Gemeindegebiet wurde im Krieg kaum in Mitleidenschaft gezogen, bei der Kapitulation der deutschen Wehrmacht standen kanadische und polnische Truppen im Zentrum Ostfrieslands. Deutsche Truppen wurden in Ostfriesland nördlich des Ems-Jade-Kanals, also nördlich von Reepsholt, interniert.

### Nachkriegszeit
Nach der Kapitulation hatte infolge der Internierung der Soldaten und der Anwesenheit von Displaced Persons der Landkreis Wittmund die höchste jemals verzeichnete Bewohnerzahl. Im Friedeburger Gemeindegebiet wurde zudem eine Vielzahl von Flüchtlingen aus den ehemaligen Ostgebieten des Deutschen Reiches aufgenommen und auf die Dörfer verteilt. Die Displaced Persons, in erster Linie Russen und Polen, wurden in ganz Ostfriesland überwiegend in zentralen Lagern untergebracht. Ein solches bestand auch auf dem früheren Einsatzhafen in Marx. Von etwa 12.000 Polen, die Ende 1945 noch in ganz Ostfriesland lebten, waren 1950 noch stets 1221 in der Region, die fast ausnahmslos im Lager Marx untergebracht waren. Die Versorgung dieser Menschen stellte die Gemeinden vor große Probleme.
Die Gemeinde Friedeburg gehörte zu denjenigen in Ostfriesland, die im regionsinternen Vergleich überdurchschnittlich viele Vertriebene aufnahmen, wobei es innerhalb des heutigen Gemeindegebietes auch klare Unterschiede gab. Neben dem Hauptort Friedeburg waren es – wie auch in anderen Landkreisen Ostfrieslands – vor allem die als fruchtbar geltenden Marschgemeinden, in denen viele Ostflüchtlinge lebten. In Horsten beispielsweise betrug die Quote 1946 noch 22,5 Prozent, war bis 1950 aber noch einmal auf 26,1 Prozent angestiegen. Ähnlich war die Entwicklung in Abickhafe, wo der Anteil der Vertriebenen von 21,9 auf 24,3 Prozent im Jahre 1950 anstieg. In Bentstreek wurden 25 weitere (landwirtschaftliche) Siedlerplätze geschaffen, darunter 18 Vollerwerbsstellen mit Hofgrößen zwischen 14 und 18 Hektar.
Die Bedeutung der Landwirtschaft als Beschäftigungsgrundlage nahm nach dem Zweiten Weltkrieg durch ständig zunehmende Mechanisierung deutlich ab. Entsprechend verlagerte sich der Anteil der Beschäftigten im Gemeindegebiet vom primären zum sekundären und tertiären Sektor. In Etzel gab es 1960 beispielsweise 127 landwirtschaftliche Betriebe, 1971 nur noch 78 und 1997 noch zehn Voll- und vier Nebenerwerbsbetriebe. Die Zahl der Auspendler stieg deutlich, wie ebenfalls am Beispiel Etzels belegt werden kann: Dort pendelten 1950 4,7 Prozent der Berufstätigen aus, 1961 waren es bereits 30 und 1971 52 Prozent der Beschäftigten. Für das Friedeburger Gebiet waren vor allem Wilhelmshaven und Schortens mit dem nach dem Zweiten Weltkrieg angesiedelten Werk des Schreibmaschinenherstellers Olympia-Werke im Stadtteil Roffhausen Ziel von Auspendlern. In diesem Werk kamen 1965 Arbeitnehmer aus fast allen Dörfern des Kreisgebiets, vor allem aus dem östlichen und südlichen Teil, also besonders auch aus dem Friedeburger Raum. Ein Zweigwerk bestand in Wiesmoor. Zehn Prozent aller Olympia-Beschäftigten pendelten damals aus dem Landkreis Wittmund in die beiden Werke.
Im Jahr 1970 beschloss die Bundesregierung, eine strategische Erdölreserve anzulegen. Als einer der Speicherplätze wurde der Friedeburger Ortsteil Etzel bestimmt. Seitdem lagert dort ein wesentlicher Teil der deutschen Öl- und später auch Gasreserven.
Im Zuge der Gemeindegebietsreform vom 16. August 1972 entstand die heutige Gemeinde Friedeburg aus den vorher selbstständigen Gemeinden Bentstreek, Etzel, Friedeburg, Hesel, Horsten, Marx, Reepsholt, Wiesede und Wiesedermeer. 1977 wurden die Landkreise Wittmund und Friesland im Zuge der niedersächsischen Kreisreform zum neuen Landkreis Friesland mit Sitz in Wittmund vereinigt. Nach einer Verfassungsklage hob der Niedersächsische Staatsgerichtshof in Bückeburg den Zusammenschluss wieder auf, mit Wirkung vom 1. Januar 1980 wurde der Landkreis Wittmund erneut gebildet.
Nach der Gemeindereform wurde besonders im Hauptort Friedeburg die Infrastruktur ausgebaut. Es entstand das Schulzentrum für die Gemeinde. Ein Gewerbe- und Industriegebiet wurde in dem Ortsteil Rußland westlich des Kernortes angelegt, später kam im Kernort ein Gewerbegebiet mit dem Schwerpunkt Einzelhandel hinzu. Seit Anfang der 2000er-Jahre gibt es ein weiteres Gewerbegebiet zwischen Friedeburg und Marx.

### Einwohnerentwicklung
Verlässliche Daten zur Einwohnerzahl der zu den Vorgänger-Gemeinden der heutigen Gemeinde Friedeburg liegen erst seit der ersten preußischen Herrschaft in Ostfriesland (1744) vor. Für die vorherige Zeit, teils aber auch für die preußische Zeit, sind Lokalhistoriker auf Kirchenbücher angewiesen.
| Jahr | Einwohner |
| ---- | --------- |
| 1793 | 3.326     |
| 1821 | 4.056     |
| 1845 | 5.055     |

| Jahr | Einwohner |
| ---- | --------- |
| 1875 | 4.713     |
| 1905 | 4.618     |
| 1925 | 5.604     |

| Jahr | Einwohner |
| ---- | --------- |
| 1939 | 6.341     |
| 1946 | 8.739     |
| 1950 | 9.890     |

| Jahr | Einwohner |
| ---- | --------- |
| 1956 | 8.134     |
| 1961 | 8.349     |
| 1965 | 8.534     |

| Jahr | Einwohner |
| ---- | --------- |
| 1975 | 9.099     |
| 1985 | 9.572     |
| 1996 | 9.909     |

| Jahr | Einwohner |
| ---- | --------- |
| 2006 | 10.582    |
| 2016 | 10.225    |
| 2022 | 10.458    |

Die Zunahme der Einwohnerzahl seit dem Ende des 18. Jahrhunderts ist auf mehrere Ursachen zurückzuführen; eine davon war die Verbesserung der medizinischen Versorgung. Die Einführung der Pockenimpfung 1803 ließ die Sterblichkeit zurückgehen. Während der Zeit der Französischen Revolution und der anschließenden Herrschaft Napoleons bis 1806 kam es aufgrund des aufstrebenden Handels unter preußischer Flagge zu einem Wirtschaftsaufschwung. Bodenverbesserungen in der (Alt-)Marsch durch Vermengung mit Jungmarschböden erhöhten die Erträge. Die Aufteilung der Gemeinheiten und die Vermeidung früherer Fehler bei der Moorkultivierung ließen den landwirtschaftlichen Ertrag wachsen.
In der ersten Hälfte des 19. Jahrhunderts kam es infolge Übervölkerung zu steigender Aus- und Abwanderung in umliegende Gegenden wie das Oldenburger Land, Städte wie Emden und später Wilhelmshaven, vor allem aber nach Amerika. Die Februarflut 1825 sowie Missernten in den 1840er-Jahren verstärkten die Abwanderung. Die Einwohnerzahl erholte sich von den Folgen erst um die Wende zum 20. Jahrhundert.
Nach einem gemächlichen aber stetigen Anstieg zwischen etwa 1900 und 1939 erhöhte sich die Einwohnerzahl nach dem Zweiten Weltkrieg sehr deutlich durch die Aufnahme von Flüchtlingen aus den deutschen Ostgebieten. Bis etwa 1950 stieg sie noch weiter an, dann machte sich allerdings akuter Arbeitsplatzmangel bemerkbar, der zu einer Abwanderung vieler Flüchtlinge in prosperierendere Regionen Deutschlands führte.
Seit den 1960er-Jahren stieg die Zahl der Einwohner kontinuierlich auf heute etwas mehr als 10.000.

## Politik
Während Ostfriesland insgesamt eine Hochburg der SPD ist, gilt der östliche Streifen von der Samtgemeinde Jümme und der Gemeinde Uplengen im Landkreis Leer über Friedeburg bis in weite Teile des Harlingerlands als parteipolitisch konservativer. Entsprechend gehören zwei von fünf direkt gewählten ostfriesischen Landtagsabgeordneten der CDU an, die anderen drei sind Sozialdemokraten. Friedeburg wird vom Christdemokraten Hermann Dinkla in Hannover vertreten. Auch im Gemeinderat liegt die CDU vor der SPD, die überhaupt erst seit den 1950er-Jahren eine größere Rolle im südlichen Wittmunder Kreisgebiet spielte. Bei Bundestagswahlen setzen sich hingegen traditionell sozialdemokratische Kandidaten bei der Direktwahl durch, da der Landkreis Wittmund einen Wahlkreis mit dem Nachbarlandkreis Friesland und der Hafenstadt Wilhelmshaven bildet.

### Gemeinderat

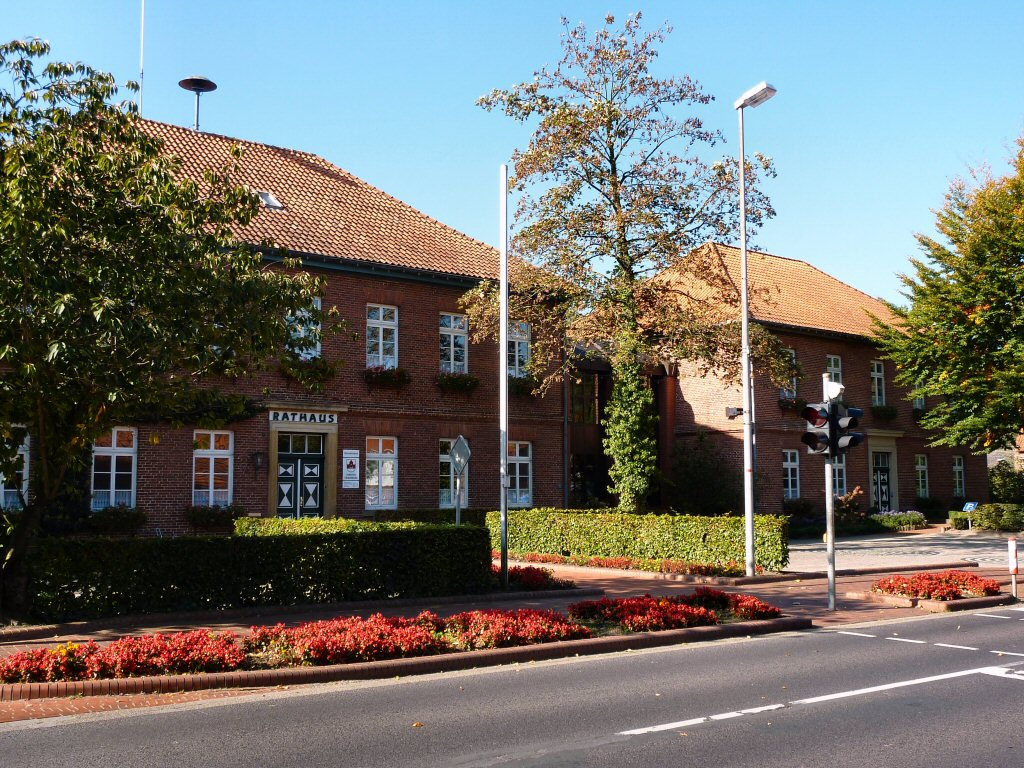
Rathaus Friedeburg

Der Rat der Gemeinde Friedeburg besteht aus 26 Ratsfrauen und Ratsherren. Dies ist die festgelegte Anzahl für eine Gemeinde mit einer Einwohnerzahl zwischen 10.001 und 11.000 Einwohnern. Die 26 Ratsmitglieder werden in der Kommunalwahl für jeweils fünf Jahre gewählt. Die aktuelle Amtszeit begann am 1. November 2021. Stimmberechtigt im Gemeinderat ist außerdem der hauptamtliche Bürgermeister Helfried Goetz.
Die letzte Kommunalwahl vom 12. September 2021 ergab das folgende Ergebnis:
| Partei                | Anteilige Stimmen | Anzahl Sitze |
| --------------------- | ----------------- | ------------ |
| CDU                   | 38,14 %           | 10           |
| SPD                   | 34,49 %           | 9            |
| Bündnis 90/Die Grünen | 8,34 %            | 2            |
| FWG                   | 7,14 %            | 2            |
| Die Friesen           | 6,04 %            | 1            |
| FDP                   | 3,27 %            | 1            |
| Einzelbewerber        | 2,47 %            | 1            |

Die Wahlbeteiligung bei der Kommunalwahl 2021 lag mit 57,34 % geringfügig über dem niedersächsischen Durchschnitt von 57,1 %.
Für örtliche Belange gibt es Ortsvorsteher als Ansprechpartner für die Bürger. Sie werden vom Gemeinderat für die jeweilige Wahlperiode bestimmt. Diese Vorsteher gibt es in Abickhafe/Dose, Bentstreek, Etzel, Friedeburg (Kernort), Hesel, Horsten, Marx, Reepsholt/Hoheesche, Wiesede/Upschört und Wiesedermeer.

### Bürgermeister
Seit dem 1. November 2014 ist Helfried Goetz hauptamtlicher Bürgermeister von Friedeburg. Bei den vorletzten Wahlen am 25. Mai 2014 wurde er ohne Gegenkandidaten mit 81,7 % der Stimmen erstmals gewählt. Die Wahlbeteiligung lag bei 43,1 %. Er  löste die seit 2006 amtierende Bürgermeisterin Karin Emmelmann ab, die nicht noch mal kandidierte. Am 12. September 2021 wurde er ohne Gegenkandidaten mit 81,46 % der Stimmen bei einer Wahlbeteiligung von 57,24 % wiedergewählt.

### Vertreter in Land- und Bundestag
Die Gemeinde Friedeburg gehört zum Landtagswahlkreis 87 Wittmund/Inseln, der den gesamten Landkreis Wittmund sowie im Landkreis Aurich die Städte Norderney und Wiesmoor, die Gemeinde Dornum und die Inselgemeinden Juist und Baltrum umfasst. Bei der letzten Landtagswahl in Niedersachsen vom 9. Oktober 2022 wurde das Direktmandat von Karin Emken (SPD) gewonnen. Sie erhielt 38,5 % der Stimmen. Emken löst damit den vorherigen Landtagsabgeordneten Jochen Beekhuis (parteilos, zuvor SPD) ab, der seit seinem Ausschluss aus der SPD-Fraktion am 22. Oktober 2019 dem Landtag als fraktionsloser Abgeordneter angehörte.
Friedeburg gehört zum Bundestagswahlkreis Friesland – Wilhelmshaven – Wittmund. Er umfasst die Stadt Wilhelmshaven sowie die Landkreise Friesland und Wittmund. Bei der Bundestagswahl 2025 gewann die Sozialdemokratin Siemtje Möller das Direktmandat zum dritten Mal in Folge. Über Listenplätze ihrer Parteien zogen Anne Janssen (CDU) und Martin Sichert (AfD) aus dem Wahlkreis in den Bundestag ein.

### Kommunale Finanzen
Die Gemeinde Friedeburg sah sich seit 2010 zwischenzeitlich mit einer schwierigen Haushaltslage konfrontiert, nachdem in den vorangegangenen Jahren noch gute Gewerbesteuereinnahmen erzielt worden waren. Diese brachen 2010 als Spätfolge der Wirtschafts- und Finanzkrise ein: Sie gingen um 500.000 auf 5,5 Millionen Euro zurück. Im Haushalt 2010 fehlten im Verwaltungshaushalt (laufende Einnahmen und Ausgaben) 1,9 Millionen Euro und im Vermögenshaushalt (Investitionen) 2,9 Millionen Euro. Dies hat sich mittlerweile erledigt, Friedeburg zählt zu den steuerstärksten Gemeinden Niedersachsens. Die Kavernen-Unternehmen in Etzel tragen mit einem hohen Prozentsatz zu den Gewerbesteuereinnahmen Friedeburgs bei. Für 2013 kalkuliert die Gemeinde mit Gewerbesteuereinnahmen von 10,1 Millionen Euro. 70 Prozent dieser Summe stammten von den Unternehmen, die in Etzel mit der Gas- und Ölspeicherung befasst sind. Friedeburg gehört zusammen mit den wirtschaftsstarken Städten Aurich und Emden sowie den Inseln (mit Ausnahme Borkums) zu den acht abundanten Kommunen Ostfrieslands und zu 42 solcher Kommunen in ganz Niedersachsen.

### Gemeindewappen und -flagge

Wappen von Friedeburg

Flagge von Friedeburg

Das Wappen der Gemeinde Friedeburg zeigt symbolisch die ehemalige Burg Friedeburg. Außerdem ist der schwarze Doppeladler dem Wappen des alten Amtes Friedeburg entnommen. Die Hauptsatzung der Gemeinde Friedeburg enthält folgende Beschreibung: „In Silber eine rote Zinnenmauer, in der Mitte ein Burgtor mit Treppengiebel. Im offenen silbernen Tor ein schwarzer, rotbewehrter Doppeladler.“
Die Flagge der Gemeinde Friedeburg zeigt: „In drei gleich breiten Querstreifen von oben nach unten die Farben Rot, Silber (Weiß) und Rot, auf dem silbernen Streifen, etwas nach der Stange hin verschoben, in den beiden roten Streifen je bis zur Hälfte übergreifend, das Gemeindewappen.“
Der Regierungspräsident in Aurich genehmigte am 8. November 1973 Flagge und Wappen.

### Gemeindepartnerschaft
Partnergemeinde ist Friedeburg im Landkreis Mansfeld-Südharz in Sachsen-Anhalt. Die Partnerschaftsurkunde wurde am 10. November 1990 unterzeichnet.

## Religion
Das Christentum hielt im Gemeindegebiet bereits früh Einzug. Das Stift Reepsholt gilt als das älteste Ostfrieslands und wurde 983 erstmals urkundlich erwähnt. Aus diesem ging später die Kirchengemeinde Reepsholt hervor, die seit dem 13. Jahrhundert über ein eigenes Gotteshaus verfügt. In Horsten hatte der heutige Kirchbau zwei Vorgängerkirchen aus Holz, deren Ursprünge auf die Zeit vor der ersten Jahrtausendwende zurückgehen. Die Reformation hielt in den 1520er Jahren Einzug in die Gemeinden. Heute ist Friedeburg, wie der gesamte Landkreis Wittmund und der Ostteil Ostfrieslands, überwiegend lutherisch geprägt. In 28 Kirchen- und zwei Kapellengemeinden im Kirchenkreis Harlingerland gibt es 42.000 lutherische Christen bei einer Einwohnerzahl von etwas mehr als 60.000. Die Landkreise Wittmund und Aurich sind die beiden Kreise Deutschlands mit dem höchsten Anteil von Lutheranern an der Gesamtbevölkerung. Die Gemeinden gehören zum Kirchenkreis Harlingerland, einer Untergliederung des Sprengel Ostfriesland-Ems in der Evangelisch-lutherischen Landeskirche Hannovers.
Im Gemeindegebiet gibt es die fünf lutherischen Kirchengemeinden in Marx, Horsten, Etzel, Friedeburg sowie in Reepsholt mit der angeschlossenen Kapellengemeinde Wiesede. Die Friedeburger Gemeinde ist die jüngste von ihnen. Sie löste sich 1992 von der Muttergemeinde in Reepsholt ab.
Eine römisch-katholische Kirchengemeinde gibt es in Friedeburg nicht. Die Katholiken gehören zur Gemeinde St. Joseph in Neustadtgödens. Heute umfasst die Gemeinde mit ihrem sehr großen Einzugsgebiet etwa 660 Mitglieder und bildet mit den Gemeinden in Aurich, Wiesmoor und Wittmund eine Pfarreiengemeinschaft. Diese gehört zum Dekanat Ostfriesland des Bistums Osnabrück.
Seit dem Zuzug von sogenannten Gastarbeitern und Flüchtlingen, vor allem im Zusammenhang mit dem Jugoslawien-Konflikt, gibt es Muslime in der Gemeinde, die jedoch nicht über ein eigenes Gotteshaus verfügen. Die nächstgelegenen Moscheen befinden sich in Emden, Oldenburg und Wilhelmshaven.

## Kultur und Sehenswürdigkeiten

### Kirchen und Orgeln

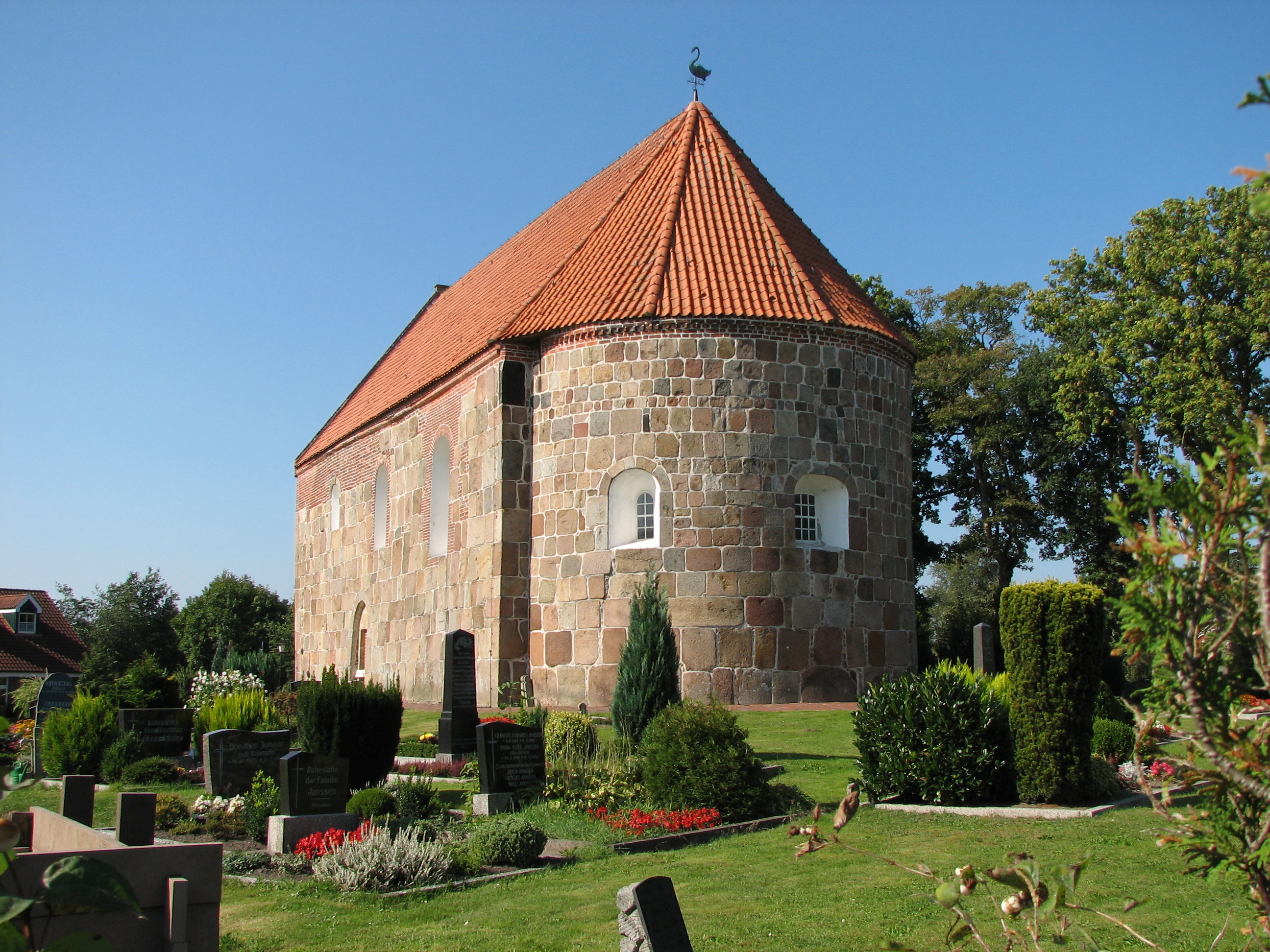
St.-Marcus-Kirche in Marx

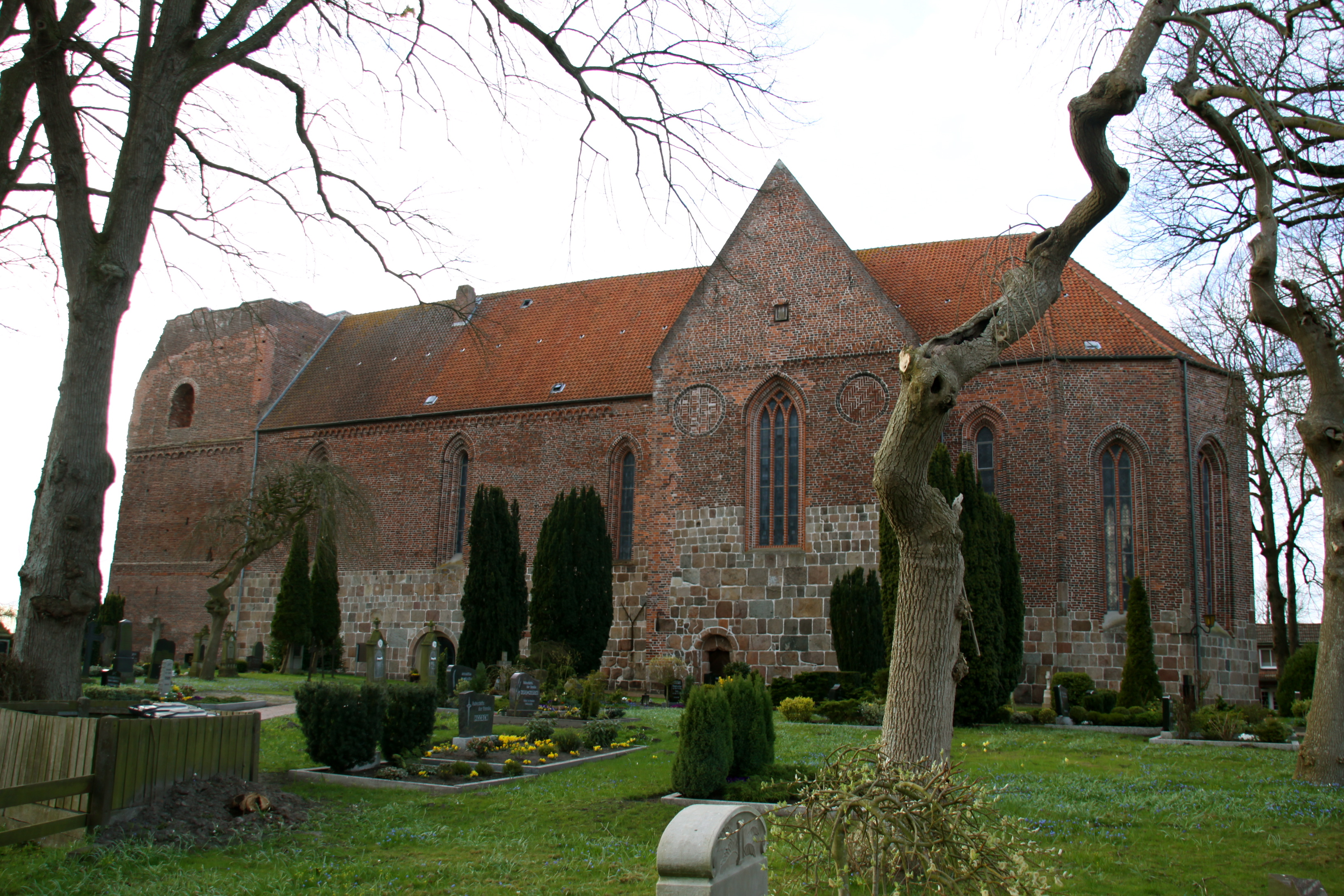
St. Mauritius in Reepsholt

Die romanische St.-Marcus-Kirche in Marx wurde am Ende des 12. Jahrhunderts als einschiffiger Apsissaal erbaut. Sie ist eine der ältesten und am besten erhaltenen Granitquaderkirchen Ostfrieslands. Die bunten und unterschiedlich großen Granitblöcke konnten als Leitgeschiebe aus der Eiszeit identifiziert werden. Ein Granittaufstein aus der Erbauungszeit der Kirche ist nur noch als Fragment erhalten. Im Grabkeller sind acht Mitglieder der Familie von Capelle aus dem 18. Jahrhundert beigesetzt. Die Orgel hinter einem Biedermeier-Prospekt schuf Johann Gottfried Rohlfs in den Jahren 1820 bis 1823. Ursprünglich stand sie in der Apsis über dem Altar und wurde 1957/58 auf die Westempore versetzt.
Die St.-Mauritius-Kirche in Horsten aus der ersten Hälfte des 13. Jahrhunderts hat einen ähnlichen Grundriss mit Apsis, ist aber aus Backsteinen auf einem Granitquadersockel errichtet. Die Einrichtungsgegenstände der Horstener Kirche stammen aus dem Barock. Das untere Bild des Altarretabels aus der Mitte des 17. Jahrhunderts zeigt die Abendmahls-, das obere die Kreuzigungsszene. Die Kanzel wird auf 1655 datiert, die Kniebänke auf 1684, die beiden Priechen neben der Apsis auf 1698 und der Kronleuchter aus Messing auf 1732. Wie in Marx ist der Innenraum von einer flachen Holzbalkendecke abgeschlossen. Die 1731 bis 1733 von Samuel Schröder aus Jever geschaffene Orgel ist die einzige erhaltene dieses Orgelbauers. Sieben bis acht Register sind noch in originalem Zustand. Östlich der Kirche steht der geschlossene Glockenturm aus dem 13. Jahrhundert.
Auch die St.-Martinus-Kirche in Etzel, erbaut 1240, besteht im unteren Teil aus Granitquadern und im oberen aus Backsteinen. Von der einstigen Ostapsis zeugt noch der Bogen an der Außenmauer. Der Innenraum wird von einem aufwändig gestalteten Altarretabel beherrscht, der bis zur flachen Holzbalkendecke reicht und möglicherweise auf Hinrich Cröpelin zurückgeht (um 1680 bis 1690). Dargestellt sind von unten nach oben vier Stationen aus dem Leben Jesu: Geburt, Abendmahl, Kreuzigung und Auferstehung. Wohl vom selben Künstler stammt die Kanzel mit den vier Evangelisten in den Feldern. Der Apotheker und Naturaliensammler Albert Seba, der aus Etzel stammte, stiftete im Jahr 1713 den hölzernen Taufständer und die beiden Gemälde. Von der Janssen-Orgel ist nur der historische Prospekt von 1864 erhalten, hinter dem die Firma P. Furtwängler & Hammer 1928 ein neues pneumatisches Werk einbaute.
Die romano-gotische St.-Mauritius-Kirche in Reepsholt wurde im 13. Jahrhundert als einschiffige Saalkirche auf kreuzförmigem Grundriss mit polygonalem Chorabschluss an der Stelle eines älteren Vorgängerbaus errichtet. Über dem Granitsockel wurde der Backsteinbau aufgeführt. Mitte des 13. Jahrhunderts erfolgte der Anbau des Westturms, der 1474 bei der Belagerung des Ortes zum Einsturz gebracht wurde und dessen Ruine ein bekanntes Wahrzeichen ist. Nach Verwüstungen im Dreißigjährigen Krieg verkürzte man den Westteil des Langhauses um ein Drittel. Ältester Einrichtungsgegenstand ist ein Weihwasserbecken aus Granit, das der Überlieferung nach von Bischof Willehad im 8. Jahrhundert geweiht wurde und vorher in der Abickhafer Kapelle stand. Die spätbarocke Orgel stammt von Johann Friedrich Wenthin (1788/89) und ist weitgehend erhalten.
Neben diesen vier aus romanischer Zeit befinden sich in Friedeburg zwei Kirchen aus dem 20. Jahrhundert. In Wiesede erwarb die Kirchengemeinde Reepsholt in den 1960er Jahren das Schulgebäude von 1913 und baute es zu einer Kapelle um. In Friedeburg wurde 1992 die Reepsholter Filialkirche Zum guten Hirten selbstständig. Das Gebäude stammt von 1978 und ist das jüngste Gotteshaus im Kirchenkreis Harlingerland.

### Profanbauten

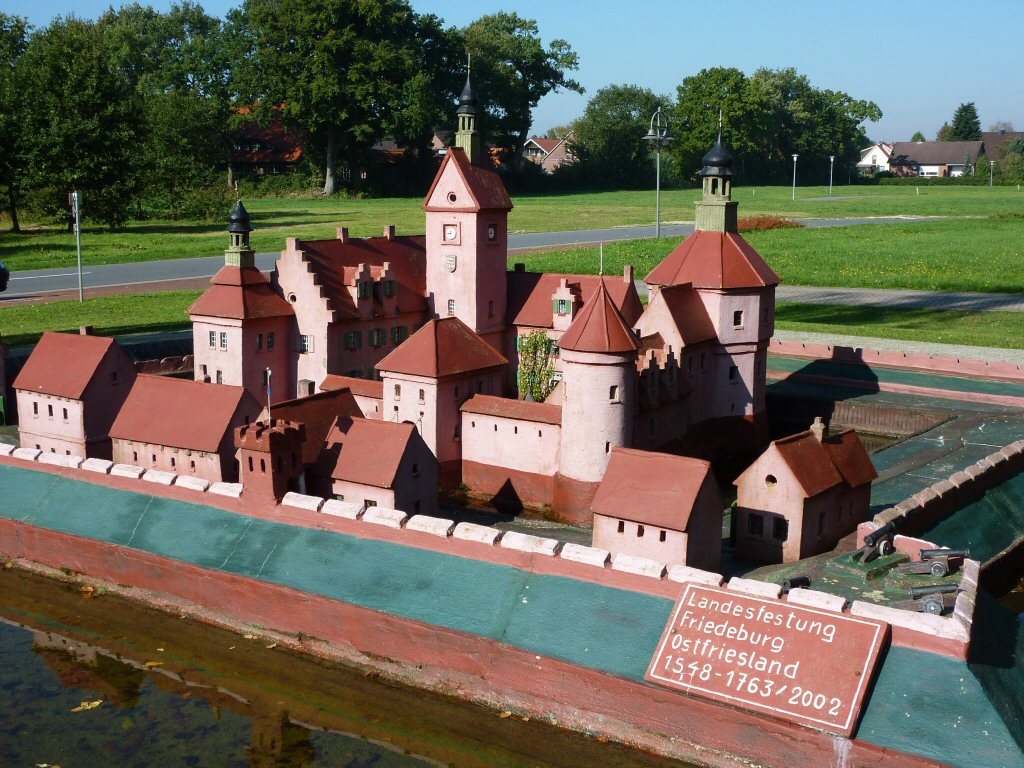
Modell der ehemaligen Burg Friedeburg

Am südöstlichen Ortseingang von Friedeburg liegt das ehemalige Burggelände der Burg Friedeburg. Nach der Zerstörung der Burg im Jahre 1763 wurde 1775 auf dem Rest eines ehemaligen Wehrturmes eine Holländerwindmühle errichtet. 1981 wurde die Windmühle abgebrochen. Die Gemeinde Friedeburg errichtete auf dem Rest des Mühlenstumpfs eine Aussichtsplattform, von der das ehemalige Burggelände betrachtet werden kann.
Seit 2002 befindet sich an der Wieseder Straße ein Modell der Burg Friedeburg. Die Anlage verdeutlicht die Größe der Burg, die einmal zu den größten Festungsanlagen Ostfrieslands gehörte und das Gebiet gegen Einfälle der Oldenburger von Süden sicherte.
Von einstmals sieben Windmühlen ist im Gemeindegebiet nur die in Horsten übriggeblieben. Der Galerieholländer wurde 1838 erbaut und im 20. Jahrhundert mehrmals beschädigt: Auf Bombentreffer im Jahre 1941 folgte ein Sturmschaden 1972. Vier Jahre später mussten die Flügel abgenommen werden. Mit öffentlichen Geldern und Spenden wurde die Mühle restauriert, so dass sie wieder für den Mahlbetrieb zur Verfügung steht.
An Profanbauten sind zudem Landwirtschaftliche Höfe gibt es in Friedeburg wie in ganz Ostfriesland als Gulfhäuser. Diese befinden sich im westlichen Marschgebiet der Gemeinde ebenso wie in den Moor- und Geestgebieten; sie haben in den beiden letztgenannten wegen der früher erheblich geringeren Bodengüte jedoch meist einen bescheideneren Umfang.
Zu den Besonderheiten des östlichen Randes Ostfrieslands und damit auch der Gemeinde Friedeburg gehört, dass eine Vielzahl von Klinkergebäuden nicht das für Ostfriesland typische Hellrot, sondern, ähnlich wie im benachbarten Landkreis Friesland und in Wilhelmshaven, ein dunkleres Rot bis Rotbraun haben.

### Museen

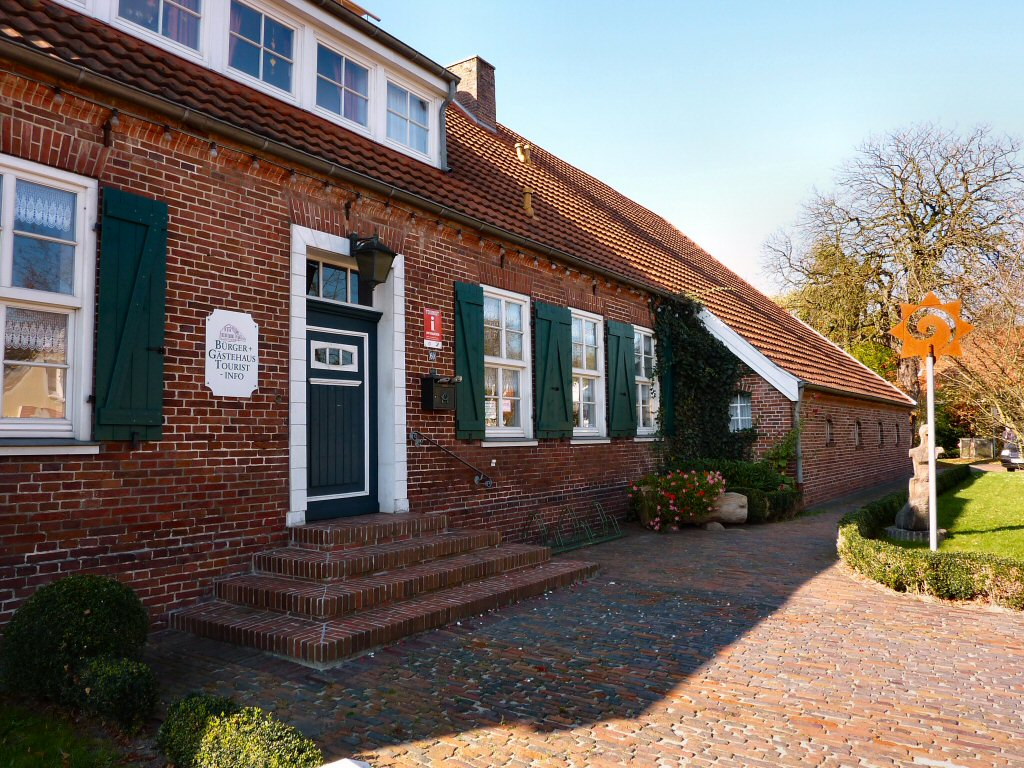
Gäste- und Bürgerhaus Friedeburg mit Heimatkundlichem Museum

Im Heimatkundlichen Museum dokumentieren die Mitglieder des Heimatvereins Friedeburg die Geschichte der Burg Friedeburg, der Klöster Reepsholt und Hopels und des Friesischen Heerweges von der Neuzeit bis zur Gegenwart. Dem Museum angeschlossen ist ein Bauerngarten. Untergebracht ist das Museum zusammen mit dem Bürger- und Gästehaus und der Touristeninformation der Gemeinde im Wirtschaftsteil eines alten Gulfhauses. Dort gibt es auch ein besonderes Trauzimmer. Oldtimer im Alltagszustand werden in Max's Speedshops „Gurkenmuseum“ & Trabantvermietung „Nordsee“ der Öffentlichkeit präsentiert. Bekannt wurde das Museum auch durch die Fernsehserie Max’ Carshop auf dem Sender DMAX.

### Regelmäßige Veranstaltungen
Im Ortsteil Marx findet seit 1986 in regelmäßigen Abständen ein so genanntes „Familientreffen“ von Personen mit den Nachnamen Marx, Marks, Marcks und Marckes statt. Inzwischen wird dieses Treffen im Abstand von fünf Jahren von den in Marx aktiven Vereinen organisiert. Neben dem Kennenlernen gibt es auch ein touristisches Rahmenprogramm. Im Ortsteil Hesel finden an der dortigen Paddel- und Pedalstation regelmäßig Wettkämpfe zwischen Einwohnern der Orte Amerika und Rußland, statt. Dazu zählen Tauzieh-Wettbewerbe über den Ems-Jade-Kanal und ein Bootswettkampf namens Fischerstechen. In einem Großzelt in Priemelsfehn findet seit 2006 im Sommer eine Schlagerparty statt, die an zwei Abenden mehrere Tausend Besucher anzieht. Seit 1977 findet in Reepsholt ein landwirtschaftlich geprägter Herbstmarkt statt, bei dem unter anderem alte landwirtschaftliche Maschinen unter den Hammer kommen.

### Sprache

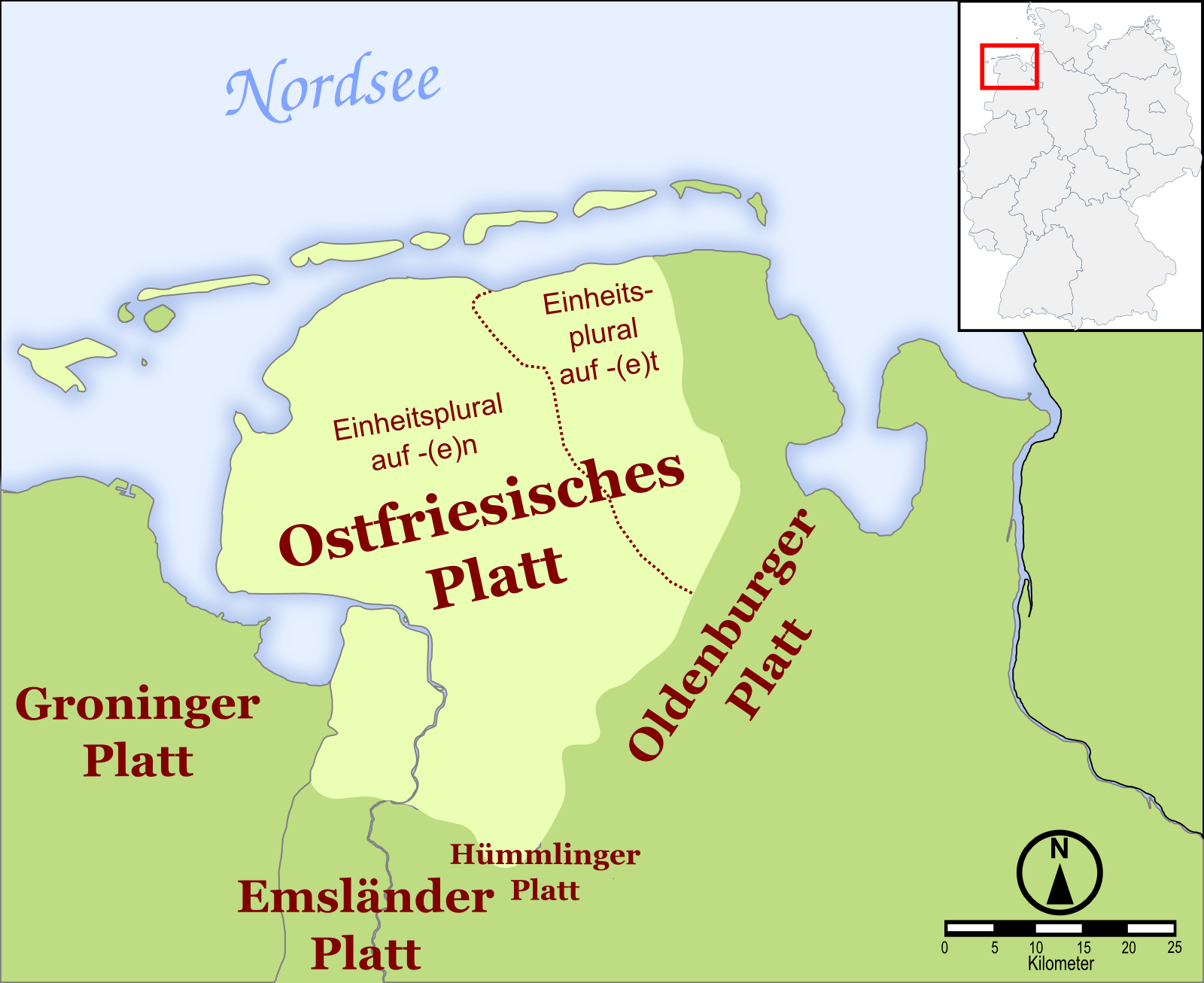
Verbreitungsgebiet des Ostfriesischen Platt und seines Dialekts Harlinger Platt

In der Gemeinde Friedeburg wird neben Hochdeutsch auch Ostfriesisches Platt gesprochen. Im Gegensatz zum westlichen und mittleren Teil Ostfrieslands wird im östlichen, zu dem auch Friedeburg gehört, der lokale Dialekt Östringer Platt gesprochen. Er unterscheidet sich nicht nur in Einzelheiten des Wortschatzes, sondern auch in bestimmten grammatikalischen Eigenheiten vom übrigen Ostfriesischen Platt. So wird im Friedeburger Raum wie im Großteil Norddeutschlands „ges(ch)nackt“, wenn von „reden/sprechen“ die Rede ist, während im westlichen Teil Ostfrieslands das entsprechende Verb „proten“ lautet, was auf den Einfluss des westlichen Nachbarn Niederlande zurückgeht (vgl. ndl. praten). Zudem wird im Harlingerland der Einheitsplural auf (e)t gebildet und nicht auf (e)n wie im westlichen Ostfriesland. Wir sprechen heißt dementsprechend in Friedeburg „Wi s(ch)nackt“, während näher zur Ems „Wi proten“ gesagt wird.
Die Gemeinde hat eine Plattdeutsch-Beauftragte, die sich um den Erhalt des Ostfriesischen Plattdeutsch kümmert. Unterstützt werden die Kommunen darin seit langem vom Landkreis Wittmund.
Die Gemeinde Friedeburg stellte 2009 als erste Kommune im Landkreis Wittmund zweisprachige Ortsschilder an den Einfallstraßen auf, zunächst allein im Hauptort Friedeburg. Auf ihnen ist neben dem hochdeutschen Namen des Ortes auch der plattdeutsche, Freborg, zu lesen. Für die 29 Schilder wendete die Gemeinde 3000 Euro auf. Die Planungen hierfür liefen fünf Jahre. Friedeburg folgt damit dem Vorbild mehrerer Gemeinden im Landkreis Aurich, die schon seit Jahren zweisprachige Ortsschilder haben.

### Sport
Sportvereine gibt es in den meisten Ortsteilen, neben Universalsportvereinen auch solche mit spezieller Ausrichtung. Mehrere von ihnen bieten die die Friesensportarten Boßeln und Klootschießen an. Im Landkreis Wittmund sind fast doppelt so viele Menschen beim Boßeln und Klootschießen aktiv wie beim Fußball. Insgesamt ist dort mehr als die Hälfte der Bevölkerung in einem Sportverein aktiv, das ist der Spitzenwert in Niedersachsen. Universalsportvereine sind die Sportvereine Bentstreek und Wiesede/Upschört/Wiesedermeer, der Turnverein Friedeburg sowie die Turn- und Sportvereine (TuS) Horsten, Marx, Reepsholt und Strudden. Beim TuS Strudden handelt es sich um den Turn- und Sportverein des Hauptortes Friedeburg, benannt ist er nach einer Ortslage im Osten des Ortes. Die Vereine verfügen in ihren jeweiligen Ortsteilen über Sportplätze, des Weiteren werden die gemeindeeigenen Turnhallen genutzt. In der Kommune sind zehn Klootschießer- und Boßelvereine in den Ortsteilen Abickhafe/Dose, Bentstreek, Etzel, Friedeburg, Horsten, Marx, Reepsholt, Upschört, Wiesede und Wiesedermeer zu finden. Die Gemeinde bildet einen eigenen Kreisverband innerhalb des Friesischen Klootschießerverbandes. Schützenvereine gibt es in Etzel, Friedeburg, Hesel, Horsten, Marx, Reepsholt, Wiesede und Wiesedermeer. Abgerundet wird das Sportangebot vom Reit- und Fahrverein „Altes Amt Friedeburg“ und vom Sportfischerverein gleichen Namens. Wassersportler machen sich die Lage am Ems-Jade-Kanal zunutze. In der Gemeinde gibt es keine höherklassig spielenden Vereine.

## Wirtschaft und Infrastruktur
Von nationaler wirtschaftlicher Bedeutung sind die Erdgas- und Erdöl-Speicherstätten im Ortsteil Etzel. Darüber hinaus ist Friedeburg von mittelständischen Handwerks- und Handelsbetrieben sowie der Landwirtschaft geprägt. Tourismus spielt eine gewisse Rolle, jedoch weit weniger als im nördlichen Küstenabschnitt des Landkreises Wittmund oder auf den beiden Inseln des Kreises. Industriebetriebe sind nur wenige vorhanden, in kleinerem Umfang wird der Abbau von Bodenschätzen (Sand, Kies) betrieben.
Die Gemeinde verfügt über mehrere Gewerbegebiete. Eines davon liegt an der B 437 zwischen Marx und Friedeburg, ein weiteres westlich des Kernortes Friedeburg nahe der B 436. Im Hauptort befindet sich darüber hinaus ein Gewerbegebiet, das wesentlich mit Einzelhandelsgeschäften und Supermärkten besetzt ist. Die Gemeinde beteiligt sich zusammen mit der Kreisstadt Wittmund, der Stadt Wilhelmshaven und sieben Kommunen des Kreises Friesland am interkommunalen Gewerbegebiet JadeWeserPark. Dieses soll an der Kreuzung der A 29 und der B 210 (Wilhelmshavener Kreuz) entstehen und Unternehmen Platz bieten, die im Zusammenhang mit dem Betrieb des Tiefwasserhafens JadeWeserPort stehen.
Friedeburg ist eine Auspendler-Gemeinde. In der Kommune sind 3988 Personen sozialversicherungspflichtig beschäftigt. Im Gemeindegebiet gibt es hingegen nur 2668 sozialversicherungspflichtige Arbeitsplätze. 1749 Einpendlern aus anderen Kommunen stehen 3071 Friedeburger gegenüber, die ihren Arbeitsplatz außerhalb der Gemeinde haben, was ein negatives Pendlersaldo von 1322 ergibt (Stand: 30. Juni 2022). In absoluten Zahlen ist dies das größte negative Pendlersaldo unter den Gemeinden des Landkreises, der insgesamt ein negatives Pendlersaldo von 4672 Personen verzeichnet.

### Kavernenanlage Etzel

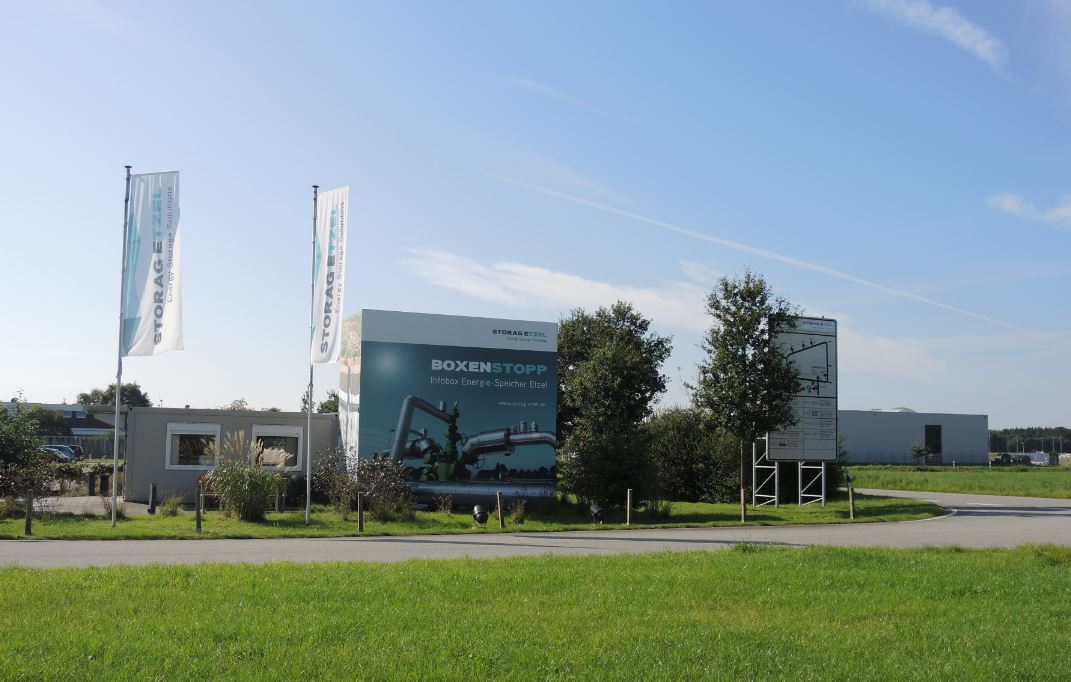
Kavernen-Infozentrum Etzel

Unter dem Ortsteil Etzel befinden sich in Salzstöcken ausgedehnte Kavernen, in denen ein „beträchtlicher“ Teil der deutschen Bundesrohölreserve und Erdgasreserven lagern. Ausschlaggebend für die Anlage des Kavernenspeichers war neben den geologischen Voraussetzungen (siehe Abschnitt Geologie) auch die Nähe zum deutschlandweit größten Ölimporthafen Wilhelmshaven. Die Tankerumschlaganlage der Nord-West-Oelleitung GmbH (NWO), an der das Öl angelandet wird, liegt weniger als 25 Kilometer entfernt und ist über Pipelines angebunden. Gas-Pipelines führen nach Emden und Dornum, wo der norwegische Energiekonzern Statoil Gas aus norwegischen Nordseefeldern anlandet. Bereits seit Mitte der 1980er-Jahre lagert Statoil in Etzel Gas ein; Hintergrund war die Verpflichtung zur Bevorratung mit Erdgas. Über die Pipeline NETRA ist der gesamte norddeutsche Raum an die Etzeler Kavernen angebunden. Über die 60 Kilometer lange Bunde-Etzel-Pipeline (BEP) ist die Kavernenanlage mit dem Gasleitungsknoten in Bunde/Oude Statenzijl verbunden und damit an den niederländischen Gasmarkt angebunden.
Die von verschiedenen Unternehmen betriebenen Gas-Kavernen sind im Eigentum der IVG Immobilien, einer ehemals bundeseigenen und jetzt an der Frankfurter Börse gelisteten Holding. Die für den Kavernenbetrieb verantwortliche Tochtergesellschaft IVG Caverns wurde im Zuge einer Reorganisation 2016 in die unternehmerische Eigenständigkeit entlassen und firmiert nun unter dem Namen STORAG Etzel. Auf dem Gelände sind die folgenden Unternehmen aktiv: Die Friedeburger Speicherbetriebsgesellschaft Crystal ist ein Gemeinschaftsunternehmen von EnBW Energie Baden-Württemberg und Électricité de France. Die Gesellschaft Viking wird gebildet aus BP, Dong Energy und Gazprom. Die ESE Erdgasspeicher Etzel GmbH ist ein Gemeinschaftsunternehmen von E.ON (E.on Gas Storage), OMV und Verbundnetz Gas.
Eine erweiterte Erdgasspeicheranlage mit einem Volumen von rund zwei Milliarden Kubikmetern soll 2014 in Betrieb genommen werden. Die dafür benötigte oberirdische Fläche beträgt elf Hektar. Die Investitionskosten sollen 356 Millionen Euro betragen.
Als „Abfallprodukt“ bei der Auswaschung der Kavernen fällt Natursole an. Diese wird im Rahmen eines Pilotprojektes von mehreren Straßenmeistereien der Region seit dem Winter 2012/2013 für den Einsatz beim Winterdienst genutzt.

### Weitere ansässige Unternehmen

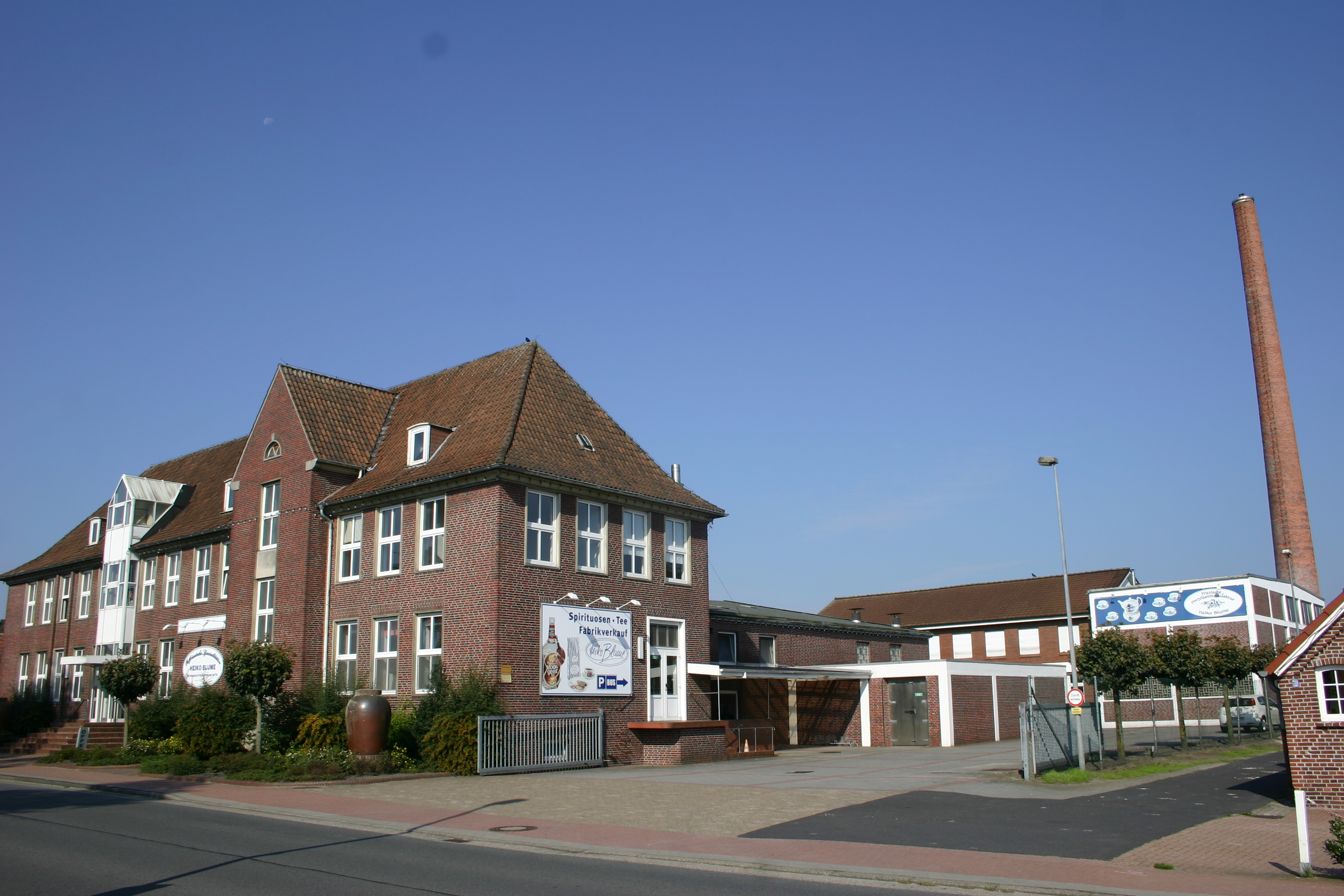
Spirituosenfabrik Heiko Blume

In Friedeburg hat die Unternehmensgruppe Heiko Blume GmbH & Co.KG, bekannt für die Herstellung von ostfriesischen Spirituosen und Sanddornprodukten, ihren Sitz. Etwa 70 verschiedene Schnäpse werden in Friedeburg hergestellt. Die ebenfalls zur Gruppe gehörende Porzellanmanufaktur Blume ist das einzige ostfriesische Unternehmen, das Porzellan herstellt. Aufgrund des hohen Teekonsums in Ostfriesland hat sich die Manufaktur auf die Herstellung von Teeservices konzentriert. Die Raiffeisenbank Wiesedermeer-Wiesede-Marcardsmoor im Gemeindegebiet ist die kleinste Raiffeisenbank im Bereich Weser-Ems. Sie hat 983 Mitglieder und etwa 2600 Kunden. Die Molkerei Wiesedermeer und die Auricher Molkerei Rücker sind die einzigen noch bestehenden Ostfrieslands. Die ehemals genossenschaftlich organisierte Molkerei Wiesedermeer wurde 2010 von der westfälischen Molkerei Wiegert aus Velen übernommen. Elf Mitarbeiter verarbeiten pro Jahr etwa 32 Millionen Kilogramm Milch, die von umliegenden Landwirten abgeliefert werden. Im Bereich der Fördertechnik ist die Firma Schrage Conveying Systems aktiv, die sich auf den Bau von Kettenförder-Maschinen spezialisiert hat. Von 1978 bis 2015 unterhielt das Wilhelmshavener Bauunternehmen Geithner ein Betonfertigteilewerk in Friedeburg. Im Ortsteil Horsten befindet sich seit 1955 das Baustoffwerk Horsten, in dem Kalksandsteine hergestellt werden. Im Bereich der Medizintechnik ist das Unternehmen Angiokard aktiv, das der Hamburger Beteiligungsfirma Equitrust gehört. Der 1983 in Großefehn gegründete Armaturenhersteller M + S Armaturen zog 1985 nach Friedeburg um. An inzwischen drei Standorten werden mehr als 200 Mitarbeiter beschäftigt, davon rund 170 in Friedeburg.
Das Gemeindegebiet eignet sich aufgrund der Küstennähe mit ihrem stetigen Wind für die Gewinnung von Windenergie. Die Gemeinde hat sich per Ratsbeschluss auf die Errichtung von Windkraftanlagen auf einem Windpark in Bentstreek konzentriert.

### Land- und Forstwirtschaft

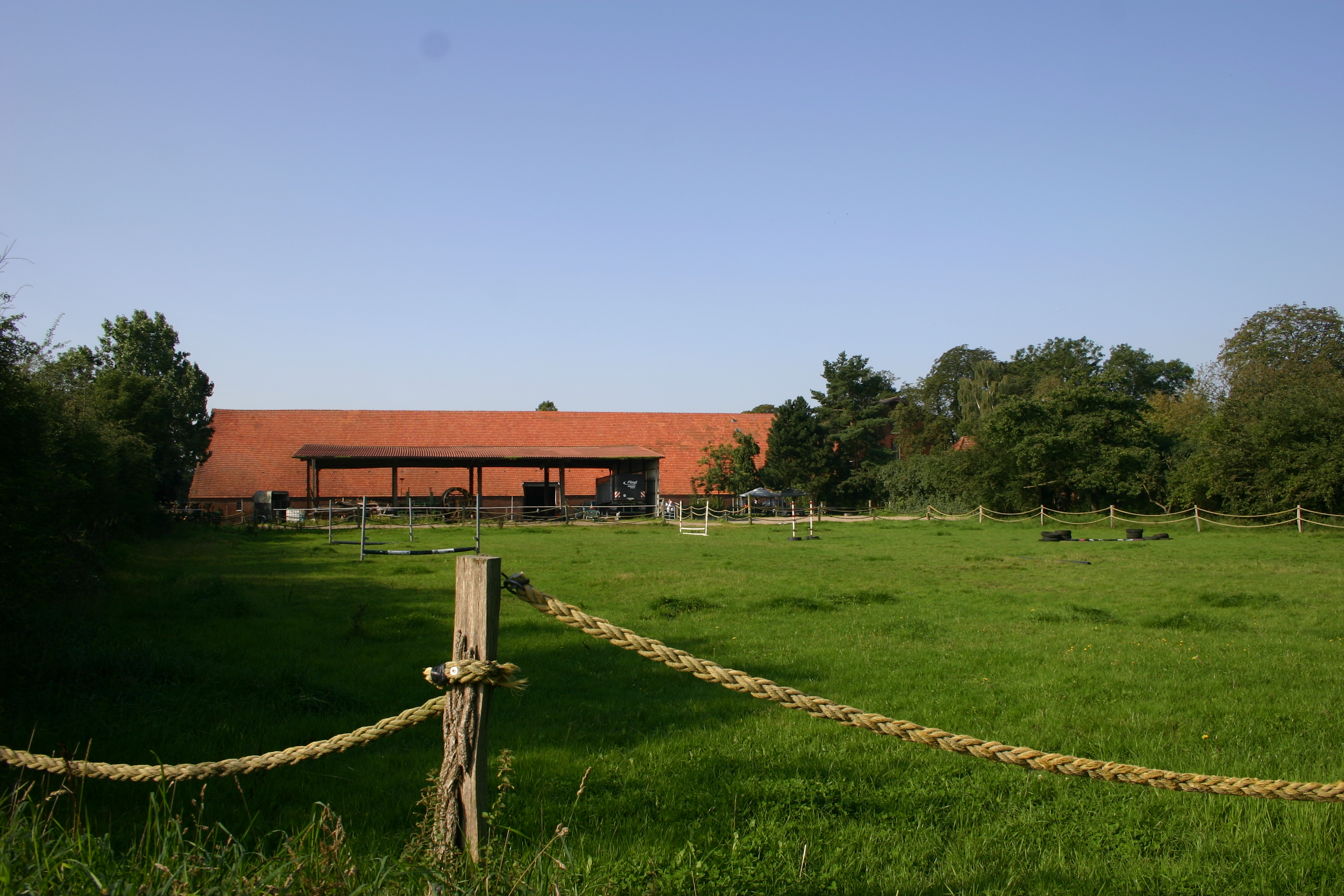
Der Plaats Horster Grashaus war im späten 18. Jahrhundert mit 250 Hektar der flächengrößte Hof Ostfrieslands.

Wie im gesamten Ostfriesland (von den mittelalterlichen Wik-Siedlungen, den späteren Städten und Marktflecken abgesehen), spielte die Landwirtschaft über die Jahrhunderte auch in der Gemeinde Friedeburg eine dominierende Rolle. Bei der Flächennutzung trifft dies auch heute noch zu. Der Anteil der unmittelbar in der Landwirtschaft tätigen Einwohner ging in den vergangenen Jahrzehnten, vor allem durch fortschreitende Technisierung, allerdings stark zurück.
Auch der Anteil der Klein- und Kleinstbetriebe (bis zehn Hektar) an allen landwirtschaftlichen Betrieben im Gemeindegebiet wurde geringer. Etwa zur Wende vom 19. zum 20. Jahrhundert betrug er noch 85 bis 90 Prozent; er hat sich seitdem aber kontinuierlich nach unten entwickelt, vor allem zu Gunsten der Mittelbetriebe zwischen zehn und 30 Hektar. Die wenigen Klein- und Kleinstbetriebe im Landkreis Wittmund sind nach wie vor in den Moor- und Geestgegenden des Kreises zu finden, neben Friedeburg vor allem in der Samtgemeinde Holtriem. Während in den Geest- und Moorgegenden die Landwirtschaft auf eigener Scholle vorherrscht, liegen die Höfe in der Marsch in erster Linie auf Pachtgebieten; auf dem Friedeburger Gemeindegebiet betrifft es den Osten rund um Horsten. Der Plaats (Platz, ostfriesischer Name für einen großen Marschbauernhof) Horster Grashaus in der Gemarkung Horsten war mit 250 Hektar Fläche im späten 18. Jahrhundert der größte Hof Ostfrieslands.
Historisch spielten Pferde- und Schafzucht eine große Rolle; dies hat allerdings seit dem Zweiten Weltkrieg stark abgenommen. Die Schafzucht und -verwertung war bis ins 19. Jahrhundert besonders in den verheideten ehemaligen Moorgebieten ein wesentlicher Wirtschaftsfaktor. Von einer kurzen Renaissance in der Notzeit nach dem Zweiten Weltkrieg abgesehen, als das Schaf die „Kuh des kleinen Mannes“ war, hat die Bedeutung dieses Nutztiers für die örtliche Landwirtschaft jedoch sehr deutlich abgenommen. Im Gegensatz zum nördlichen Wittmunder Kreisgebiet spielen Schafe auch bei der Deichunterhaltung (Kurzhalten der Grasnarbe, Festtreten des Deichfußes) mangels einer Deichlinie in Friedeburg keine Rolle. Die Pferdezucht, die im Landkreis lange stark vertreten war und sich im berühmten Wittmunder Pferdemarkt widerspiegelte, ist ebenfalls in den Hintergrund getreten. Durch die Mechanisierung in der Landwirtschaft hat das Pferd die Rolle als Arbeitstier spätestens seit den 1950er-Jahren verloren. Pferde werden heute ausschließlich für die Freizeitnutzung gehalten.

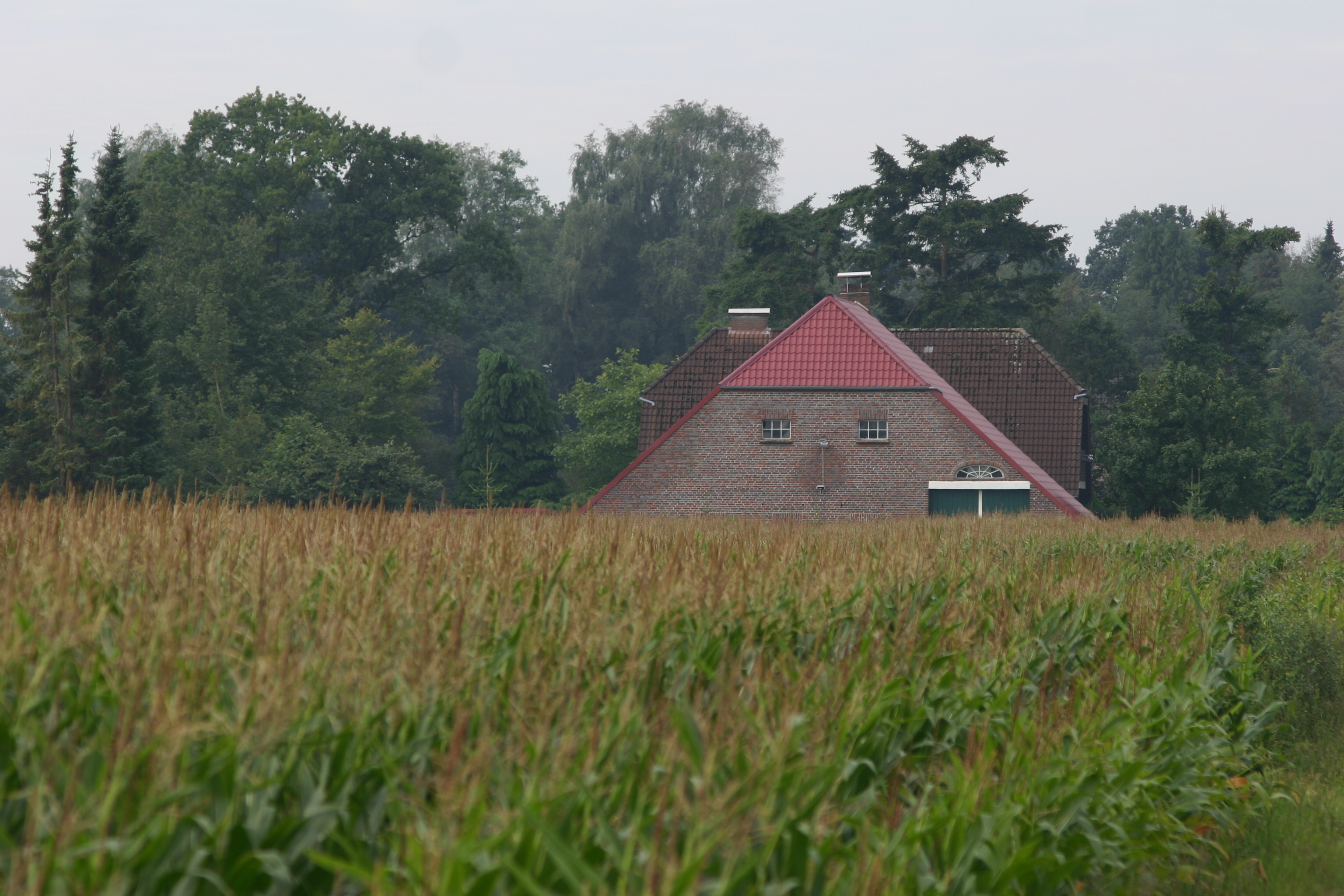
Beim Ackerbau herrscht der Anbau von Futterpflanzen vor: Gulfhof mit davorliegendem Maisfeld in Bentstreek.

Im Gemeindegebiet ist die Grünlandwirtschaft, also die Milchwirtschaft, vorherrschend. Die Zahl der Rinder hat vom 19. bis in das späte 20. Jahrhundert zugenommen. Die Masthaltung ist von untergeordneter Bedeutung, die Gewinnung von Milch herrscht vor. Für die Milchviehhaltung spielt der Anbau von Futterpflanzen eine Rolle, bei der Mais ein wesentlicher Faktor ist. Er wird vor allem zur Gewinnung von Silage angebaut. Schweinehaltung hat gegenüber der Rinderhaltung seit jeher nur eine untergeordnete Rolle gespielt.
Einzelne Bauern haben sich auf Bio-Landwirtschaft verlegt. Zu den Biohöfen in der Gemeinde zählt auch der Ökohof Wiesede, der 1993 als Projekt für Langzeitarbeitslose gegründet wurde. Auf fünf Hektar werden verschiedene Gemüsesorten nach Bio-Richtlinien angebaut, in der Zeit außerhalb von Saat und Ernte wird Holz in den Friedeburger Wäldern eingeschlagen.
Pläne zur Errichtung von Großmastställen treffen in der Bevölkerung auf Widerstand.
Da die Gemeinde Friedeburg über einen im ostfrieslandweiten Vergleich hohen Baumbestand verfügt, spielt auch die Nutzung der Forste eine Rolle. Die Wälder im niedersächsischen Staatsbesitz gehören zu den Landesforsten Niedersachsen. Zuständige Revierförsterei ist die in Neuenburg. Die Forste in Friedeburg bestehen zumeist aus Mischwald, wobei der Anteil der Nadelhölzer Kiefer und Fichte dominiert. Schäden entstehen in der küstennahen Gemeinde vorwiegend durch Windwurf.
Wegen fehlender Sägewerke in der näheren Umgebung wird das Holz weit außerhalb wirtschaftlich verwertet.
Fischerei hat in der Gemeinde Friedeburg keine wirtschaftliche Bedeutung. Unter touristischen und Naherholungsaspekten ist allerdings die Sportfischerei zu nennen.

### Tourismus

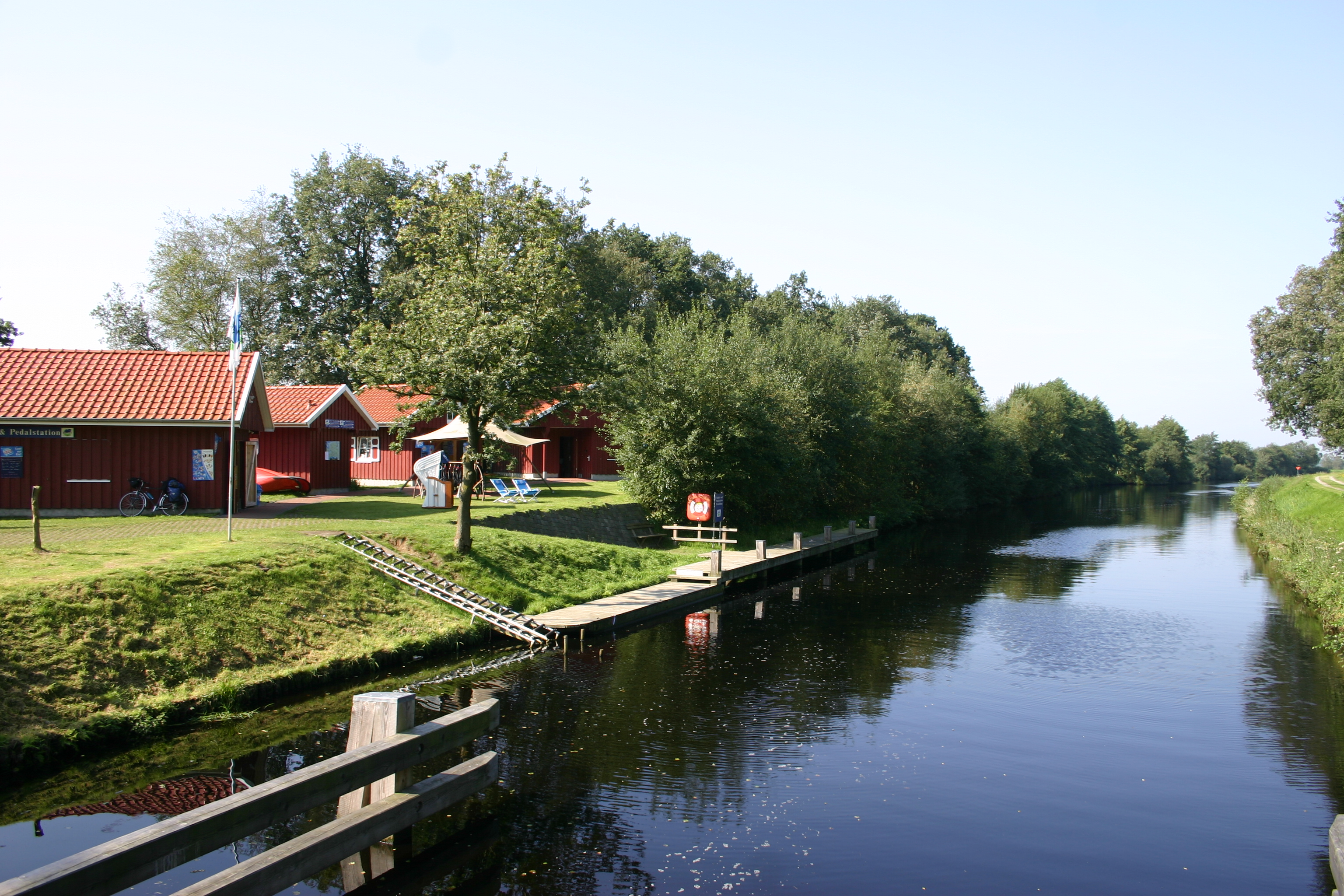
Paddel-und-Pedal-Station am Ems-Jade-Kanal

Friedeburg ist ein staatlich anerkannter Erholungsort. Durch die gezielte Förderung der Gemeinde gewinnt der Tourismus zunehmend an Bedeutung. Die Gemeinde verzeichnet jährlich rund 75.000 Übernachtungen. Großen Anteil daran haben die beiden Campingplätze in Marx und Wiesedermeer. Weitere Übernachtungszahlen sind dem Bereich Urlaub auf dem Bauernhof zuzuordnen. Es gibt mehrere Hotels, meistens im Hauptort Friedeburg, Ferienhäuser und -wohnungen sowie Pensionen in allen Ortsteilen.
Am Ems-Jade-Kanal nahe Reepsholt befindet sich eine Paddel- und Pedalstation. Dort können sich Gäste Fahrräder oder Paddelboote ausleihen und diese bei anderen Paddel-und-Pedal-Stationen wieder abgeben. Touristisch erschlossen wird das Gemeindegebiet durch zwei Themenrouten, die Niedersächsische Mühlenstraße, die die Horster Mühle anbindet und den Radwanderweg Friesischer Heerweg.

### Verkehr

Verkehrsachsen in Ostfriesland: Friedeburg (östlich von Wiesmoor) liegt an den Bundesstraßen 436 und 437

Die Gemeinde Friedeburg ist über die Bundesstraßen 436 und 437 an die Bundesautobahn 29 angeschlossen, die von Wilhelmshaven über Oldenburg zum Dreieck Ahlhorner Heide führt. Die B 436 verläuft in nordöstlicher Richtung durch das südliche und östliche Ostfriesland von Weener zur Anschlussstelle Sande an der A 29. Von Wiesmoor kommend, führt sie im Gemeindegebiet durch die Ortschaften Wiesede, Friedeburg, Etzel und Horsten beziehungsweise unmittelbar an diesen Ortschaften vorbei, bevor sie nordöstlich von Horsten auf Sander Gemeindegebiet gelangt. Die Bundesstraße 437 beginnt im Ort Friedeburg und führt in östlicher Richtung über Neuenburg, Bockhorn und Varel nach Rodenkirchen an der Weser. Auf Friedeburger Gebiet liegt neben dem Hauptort auch Marx an dieser Bundesstraße, die die Verbindung zur Anschlussstelle Varel/Bockhorn an der A 29 sicherstellt.
Von Bedeutung sind zudem mehrere Landesstraßen: Die L 11 verbindet die Kreisstadt Wittmund über Reepsholt mit dem Hauptort Friedeburg. Die L 12 führt von Wittmund über den Friedeburger Ortsteil Wiesedermeer nach Wiesmoor und weiter nach Remels. Die L 34 beginnt in Aurich und führt über den Ortsteil Wiesedermeer nach Wiesede mit Anschluss an die B 436.
Einen Eisenbahnanschluss hat die Gemeinde Friedeburg nie besessen. Der nächstgelegene Bahnhof befindet sich in Wittmund, wo die Züge der NordWestBahn einen Anschluss nach Wilhelmshaven, weiter nach Oldenburg und an das nationale Fernverkehrsnetz sicherstellen. Alternativ können Züge in Sande bestiegen werden, wo ebenfalls ein direkter Anschluss nach Oldenburg besteht. Von dort verkehren überregionale InterCitys und vereinzelt ICEs.
Durch das nördliche Gemeindegebiet führt der Ems-Jade-Kanal, der die Ems bei Emden mit dem Jadebusen in Wilhelmshaven verbindet. Er wird vom Niedersächsischen Landesbetrieb für Wasserwirtschaft, Küsten- und Naturschutz in Aurich verwaltet. Der Ems-Jade-Kanal ist 72,3 km lang, hat sechs Schleusen und wird von 15 festen und 26 beweglichen Brücken gequert. Auf Friedeburger Gemeindegebiet überqueren den Kanal sieben Brücken, zwei davon an Landesstraßen. Der Kanal ist nur für Schiffe bis 33 m Länge, 6,2 m Breite und 1,7 m Tiefgang befahrbar und wird deshalb seit einiger Zeit fast ausschließlich touristisch genutzt.
Der nächstgelegene Flugplatz ist der JadeWeserAirport (ehemaliger Flugplatz Wilhelmshaven-Mariensiel) im Sander Ortsteil Cäciliengroden. Der nächstgelegene internationale Verkehrsflughafen ist der Flughafen Bremen.

### Bildung
In der Gemeinde gibt es Grundschulen in Reepsholt, Wiesede, Horsten und Marx. Im Hauptort Friedeburg befindet sich die Haupt- und Realschule Altes Amt Friedeburg als Ganztagsschule, deren Einzugsbereich sich über das gesamte Gemeindegebiet erstreckt. Über das zehnte Schuljahr hinaus gibt es in der Gemeinde keine Bildungseinrichtungen. Das Abitur kann man in den Nachbarkommunen an der Kooperativen Gesamtschule (KGS) Alexander von Humboldt in Wittmund und der KGS in Wiesmoor erwerben. Förderschulen können in Wittmund besucht werden. Die Gemeinde Friedeburg unterhält zwei Kindertagesstätten im Hauptort und je eine in Etzel und Horsten. In Trägerschaft der evangelisch-lutherischen Kirche befinden sich weitere Kindertagesstätten in Wiesedermeer, Reepsholt und Marx. Freie Träger unterhalten den Waldkindergarten Friedeburg im Forst Stroot und die Kinderkrippe Wurzelzwerge in Horsten. Die Kreisvolkshochschule Friesland/Wittmund hat eine Außenstelle in Friedeburg. Die nächstgelegenen Fachhochschulen befinden sich in Wilhelmshaven und Emden, die nächstgelegene Universität ist die Carl von Ossietzky Universität Oldenburg.

### Öffentliche Einrichtungen
Neben der Gemeindeverwaltung mit ihren Betrieben wie dem Bauhof befindet sich in Friedeburg auch eine Rettungsstation. Die Station wurde vom privaten Rettungsdienst Ackermann betrieben, der im öffentlichen Auftrag tätig war. Seit dem 1. Januar 2022 wird die Notfallversorgung durch den Rettungsdienst Landkreis Wittmund gGmbH, welcher außerdem noch über Wachen in Wittmund, Esens, Neuharlingersiel sowie Westerholt verfügt, sichergestellt, und deckt das südliche Wittmunder Kreisgebiet ab. Die Friedeburger Polizeistation ist montags bis freitags von 7 bis 18 Uhr besetzt, samstags in den Vormittagsstunden. Außerhalb dieser Zeiten wird die Gemeinde vom Kommissariat in Wittmund aus betreut. In Friedeburg befindet sich eine von rund 1800 Messstellen des Radioaktivitätsmessnetzes des Bundesamts für Strahlenschutz (BfS). Die Messstation misst die Gamma-Ortsdosisleistung (ODL) am Messort und sendet die Daten an das Messnetz. Die über 24 Stunden gemittelten Daten können im Internet abgerufen werden.

### Medien
Die Gemeinde gehört zum Verbreitungsgebiet zweier Tageszeitungen: des Anzeigers für Harlingerland, der führenden Tageszeitung im Landkreis Wittmund, und der ostfrieslandweit erscheinenden Ostfriesen-Zeitung. Der überregionale Teil (Mantel) ist jedoch gleich, da beide Zeitungen ihn von der in Oldenburg erscheinenden Nordwest-Zeitung beziehen. Aus der Gemeinde berichten die Bürgerrundfunk-Sender Radio Ostfriesland und Radio Jade.
Im Januar 2018 zog der Friesische Rundfunk nach Friedeburg in den ehemaligen Netto-Markt an der Bauernstücke.

## Persönlichkeiten

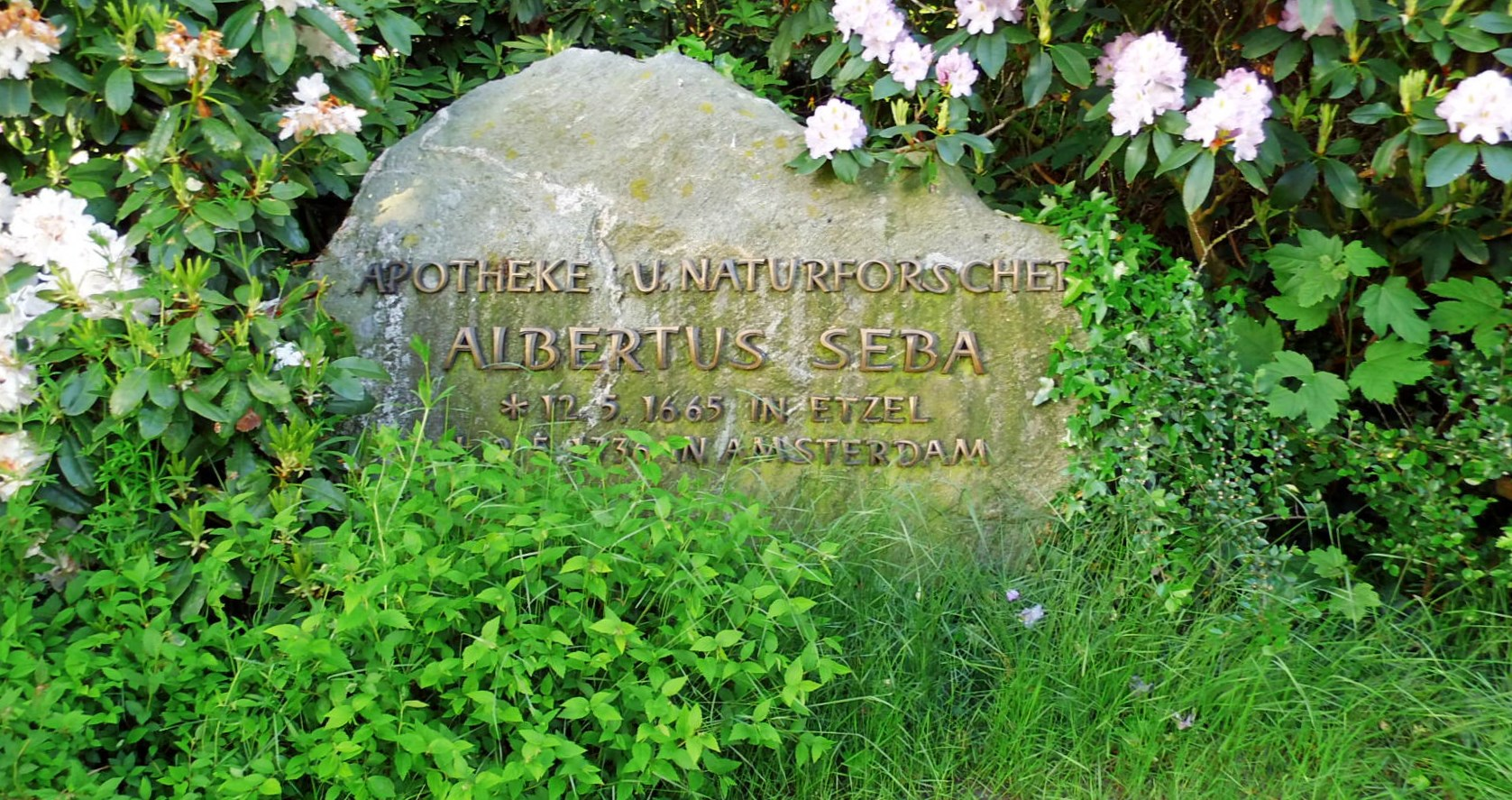
Gedenkstein für Albert Seba in seinem Heimatort Etzel

### In Friedeburg geboren
Berühmtester Sohn der Gemeinde war Albert Seba (* 12. Mai 1665 in Etzel; † 3. Mai 1736 in Amsterdam), Naturwissenschaftler und Apotheker.
Auf dem Hof Horster Grashaus wurde am 21. Januar 1757 der Wasserbauingenieur Tönjes Bley († 18. Dezember 1814 in Aurich) geboren. Er plante den Bau des Treckfahrtstiefs, eines Vorläufers des Ems-Jade-Kanals.
Aus dem Gemeindegebiet stammt auch der niedersächsische SPD-Landespolitiker Günter Peters (* 1944 in Wiesede), der von 1994 bis 1998 Abgeordneter im niedersächsischen Landtag war.

### Personen, die mit Friedeburg in Verbindung gebracht werden
- Graf Enno I. (1460–1491) ertrank im Februar 1491 im Burggraben der Friedeburg
- Johann Vollrath Deimann (1682–1739) Prokurator in Friedeburg
- Gerold Rahmann (* 1962) Agrarökonom, ist in Hesel auf einem Bauernhof aufgewachsen.
- Doris Janssen-Reschke (1944–2008) Sie war eine der ersten Frauen im Pfarramt der Evangelisch-Lutherischen Landeskirche Hannovers, als sie ihre Pfarrstelle in Friedeburg antrat.
- Thorsten Schütt (* 1963) Bildhauer, wohnte in Horsten
- Sebastian Schnülle (* 1970) Hundeschlittenführer, ist in Friedeburg aufgewachsen
- Roland Isenecker (* 1972) Leichtathlet, ist in Friedeburg aufgewachsen.